# Damon Hill
Damon Graham Devereux Hill OBE (ur. 17 września 1960 w Londynie) – brytyjski kierowca wyścigowy. W sezonach 1992–1999 startujący w mistrzostwach świata Formuły 1. Mistrz świata z 1996 i wicemistrz świata w sezonach 1994 i 1995. W Formule 1 odniósł 22 zwycięstwa i 42. miejsca na podium.
Karierę rozpoczął w 1981 roku od startów w wyścigach motocyklowych. Po ukończeniu szkoły Winfield Racing School w 1983 przesiadł się do samochodów jednomiejscowych. W latach 1986–1988 startował w Brytyjskiej Formule 3, gdzie w ostatnim sezonie startów w tej serii zdobył trzecie miejsce. W połowie 1989 startował w Formule 3000, w której jeździł do 1991. W tym czasie zdobył czterokrotnie pole position i zdobył dwa miejsca na podium. W 1991 został kierowcą testowym zespołu Formuły 1, Canon Williams Team.
W Formule 1 zadebiutował podczas wyścigu o Grand Prix Hiszpanii 1992 w zespole Brabham, zastępując Włoszkę Giovannę Amati. Brytyjczyk zakwalifikował się tylko do rund w Niemczech i na Węgrzech. Po wyścigu na torze Hungaroring, zespół z powodu kłopotów finansowych wycofał się z Formuły 1 i Hill musiał szukać miejsca na sezon 1993. Po odejściu Nigela Mansella do serii CART i Riccardo Patrese do Benettona, został kierowcą w zespole Williams. W połowie lat 90. Hill był głównym rywalem Michaela Schumachera, dwukrotnie walcząc o tytuł mistrzowski. Ich kolizja podczas Grand Prix Australii 1994 dała Niemcowi pierwsze mistrzostwo świata, z przewagą jednego punktu. W 1996 został mistrzem świata, wygrywając osiem rund. Był pierwszym w historii kierowcą Formuły 1, który zdobył tytuł, podobnie jak jego ojciec. Pomimo tego sukcesu, Williams nie przedłużył umowy z Hillem i przeszedł do zespołu Arrows, gdzie zdobył w Grand Prix Węgier 1997 ostatnie podium dla zespołu. Po roku współpracy przeniósł się do zespołu Jordan Grand Prix, który reprezentował do końca kariery. W tym czasie zwyciężył wyścig o Grand Prix Belgii 1998.
Po zakończeniu kariery, założył kilka firm, prowadził salony samochodowe i grał na gitarze. W latach 2006–2011 był prezesem British Racing Drivers’ Club (BRDC), w tym czasie przyczyniając się do przebudowy toru Silverstone i zabezpieczenia przyszłości wyścigu o Grand Prix Wielkiej Brytanii, poprzez podpisanie siedemnastoletniej umowy.

## Wczesne lata
Damon Hill urodził się 17 września 1960 w Londynie, w dzielnicy Hampstead, jako jedyny syn kierowcy Formuły 1, Grahama Hilla i jego żony, Bette. Graham Hill jeździł w mistrzostwach świata Formuły 1 od 1958 i w późniejszym czasie udało się dwukrotnie zdobyć tytuł mistrzowski, w 1962 i 1968. Jego kariera wyścigowa zapewniała wygodne życie dla całej rodziny. Bette (z domu Shubrook) była wioślarką i zdobyła brązowy medal na Mistrzostwach Europy w wioślarstwie w Amsterdamie w 1954. Ma także dwie siostry, Brigitte i Samanthę. W 1975 rodzina Hillów mieszkała w dużym domu z basenem w Hetfordshire, a Damon uczęszczał do prestiżowego The Haberdashers’ Aske’s Boys’ School.
29 listopada 1975 w wyniku katastrofy lotniczej zginął jego ojciec. Po katastrofie rodziny ofiar pozwały wdowę po Grahamie, Bette, za to, że jej mąż nie zastosował się do instrukcji kontrolerów ruchu lotniczego, nie przeprowadził kontroli technicznej samolotu. Firma ubezpieczeniowa odmówiła wypłaty odszkodowania, a Bette musiała sprzedać większość aktywów, w tym trofea i dom rodzinny. Śmierć ojca spowodowała, że Damon musiał porzucić dotychczasową szkołę, a na edukację musiał dorabiać, pracując jako kurier i robotnik na budowie.

## Kariera

### Początki

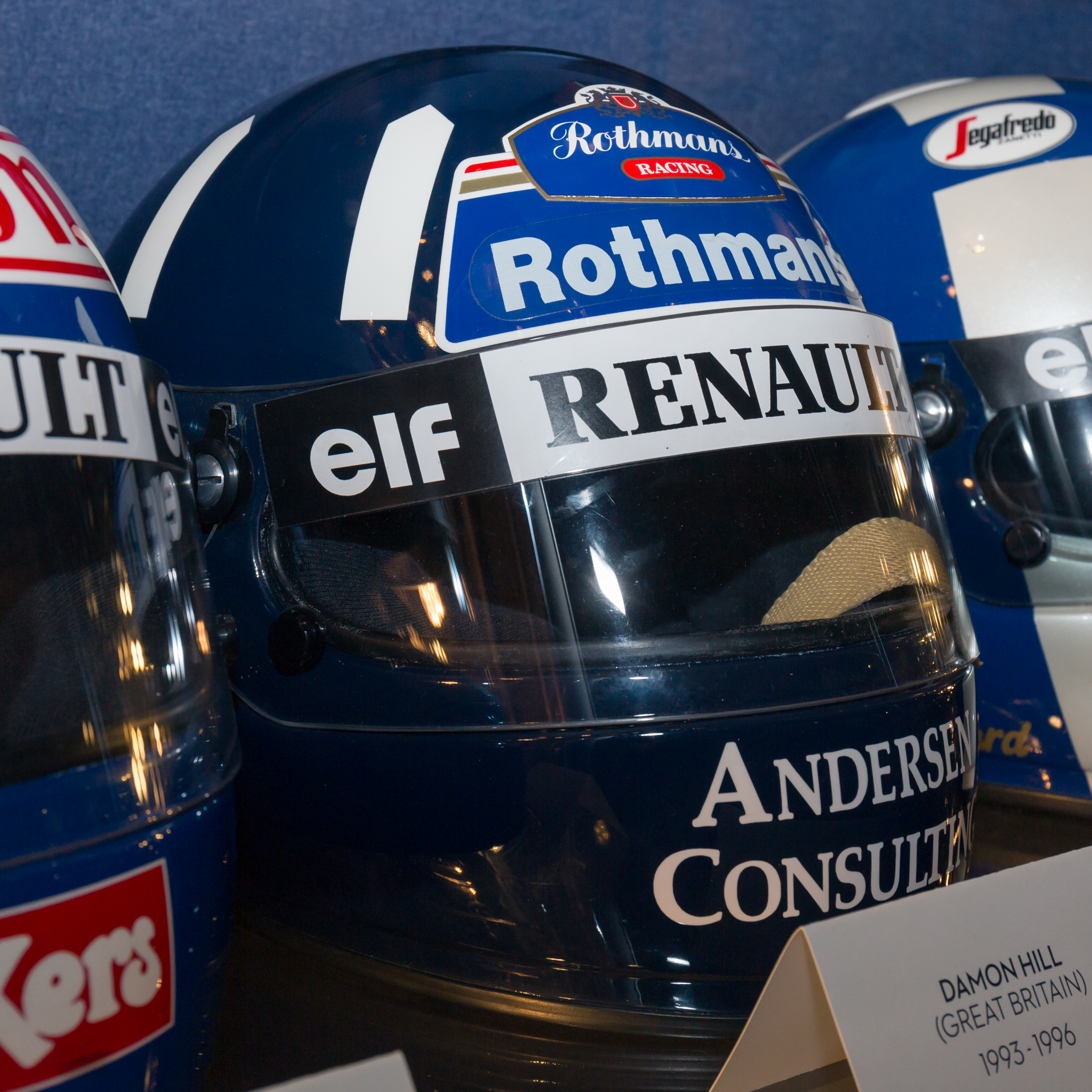
Kask Hilla podczas startów w barwach Williamsa

Hill rozpoczął karierę w sportach motorowych w 1981 roku, startując w wyścigach motocyklowych. Używał tego samego projektu kasku jak jego ojciec – osiem białych pasków w kształcie wioseł ułożonych pionowo wokół górnej powierzchni ciemnoniebieskiego kasku. Kask, jak i jego kolor nawiązywały do klubu London Rowing Club, którego Graham Hill był członkiem w latach 50. Zdobył mistrzostwo w klasie 350cc, jednak jego matka, zaniepokojona niebezpieczeństwem związanym z motocyklami, namówiła go do pójścia do Winfield Racing School w Magny-Cours. Po ukończeniu szkoły, jeździł sporadycznie w samochodach jednomiejscowych do 1984. W następnym roku, dołączył do Brytyjskiej Formuły Ford. Hill, prowadząc Van Diemena dla zespołu Manadient Racing wygrał sześć wyścigów.
W 1986 dołączył do Brytyjskiej Formuły 3. Pierwotnie miał zostać kierowcą West Surrey Racing, jednak utrata głównego sponsora, jakim było Ricoh i śmierć Bertranda Fabiego w lutym 1986, zniweczyła te plany. Pomimo tego, nie zrezygnował z kariery kierowcy wyścigowego. Hill pożyczył 100 tysięcy funtów na starty w zespole Murray Taylor Racing w 1986, później zdobył zwycięstwa razem z zespołem Intersport Racing. W 1988 zajął trzecie miejsce w mistrzostwach, za JJ Lehto i Garym Brabhamem. Rok 1989 spędził na startach w różnych seriach – wziął udział w dwóch wyścigach Brytyjskiej Formuły 3000, w 24-godzinnym wyścigu Le Mans i w wyścigu BTCC na torze Donington Park.

### Formuła 3000
W połowie 1989, zespół Footwork Formula, startujący w Międzynarodowej Formule 3000 zwolnił Ukyō Katayamę. Szef zespołu, John Wickham postanowił zorganizować testy, na których pojawili się Damon Hill i Perry McCarthy. Ich czasy były porównywalne, lecz Wickham, sugerując się również zdaniem sponsorów, postanowił zatrudnić Hilla. W sześciu wyścigach, trzykrotnie dojeżdżał do mety, notując najlepszy wynik w rundzie na torze Circuit de Spa-Francorchamps, gdzie zajął 14. miejsce. Jego wysiłki o zakwalifikowanie się do wyścigów sprawiły, że przed sezonem 1990, szef ekipy Middlebridge Racing, John McDonald zaoferował mu miejsce w zespole. Sezon ten był nieco lepszy – trzykrotnie startował z pole position i prowadził w pięciu wyścigach, jednak nie ukończył ani jednego, lecz w wyścigu na Brands Hatch zajął drugie miejsce. To sprawiło, że w klasyfikacji zajął trzynaste miejsce. Swój samochód nazwał ciągle psującym się cholerstwem. W 1991 roku przeniósł się do ekipy Eddie Jordan Racing, startującego jako Barclay Team EJR. W przeciwieństwie do dwóch poprzednich ekip, był to bardziej zaawansowany zespół, gdzie Johnny Herbert i Jean Alesi zdobyli tytuły mistrzowskie, odpowiednio w latach 1988 i 1989. W międzyczasie, Jordan wszedł do Formuły 1 jako Jordan Grand Prix i stopniowo wycofywał się z Formuły 3000. Czterokrotnie punktował, w tym raz zdobył trzecie miejsce. W klasyfikacji znalazł się na siódmej pozycji.

### Formuła 1
Pierwszy kontakt Hilla z Formułą 1 miał miejsce w 1988, kiedy testował samochód Benetton B188 z turbodoładowanym silnikiem Forda. W trakcie startów w Formule 3000 w 1991, Hill postanowił skontaktować się z Frankiem Williamsem, szefem ekipy Williams w Formule 1, z zapytaniem czy znajdzie się miejsce dla niego w zespole. Otrzymał pozytywną odpowiedź i w lutym 1991 został kierowcą testowym w brytyjskim zespole, zastępując Marka Blundella, który został partnerem zespołowym Martina Brundle w Brabhamie. Otrzymał komplementy od kierowców, jak i Patricka Heada. Jednakże nie widział przyszłości w Formule 1, ponadto na jednej z konferencji prasowych, Nigel Mansell przyznał, że Damon Hill ma zbyt duże nogi, aby stać się prawdziwym kierowcą Formuły 1.

#### Brabham (1992)

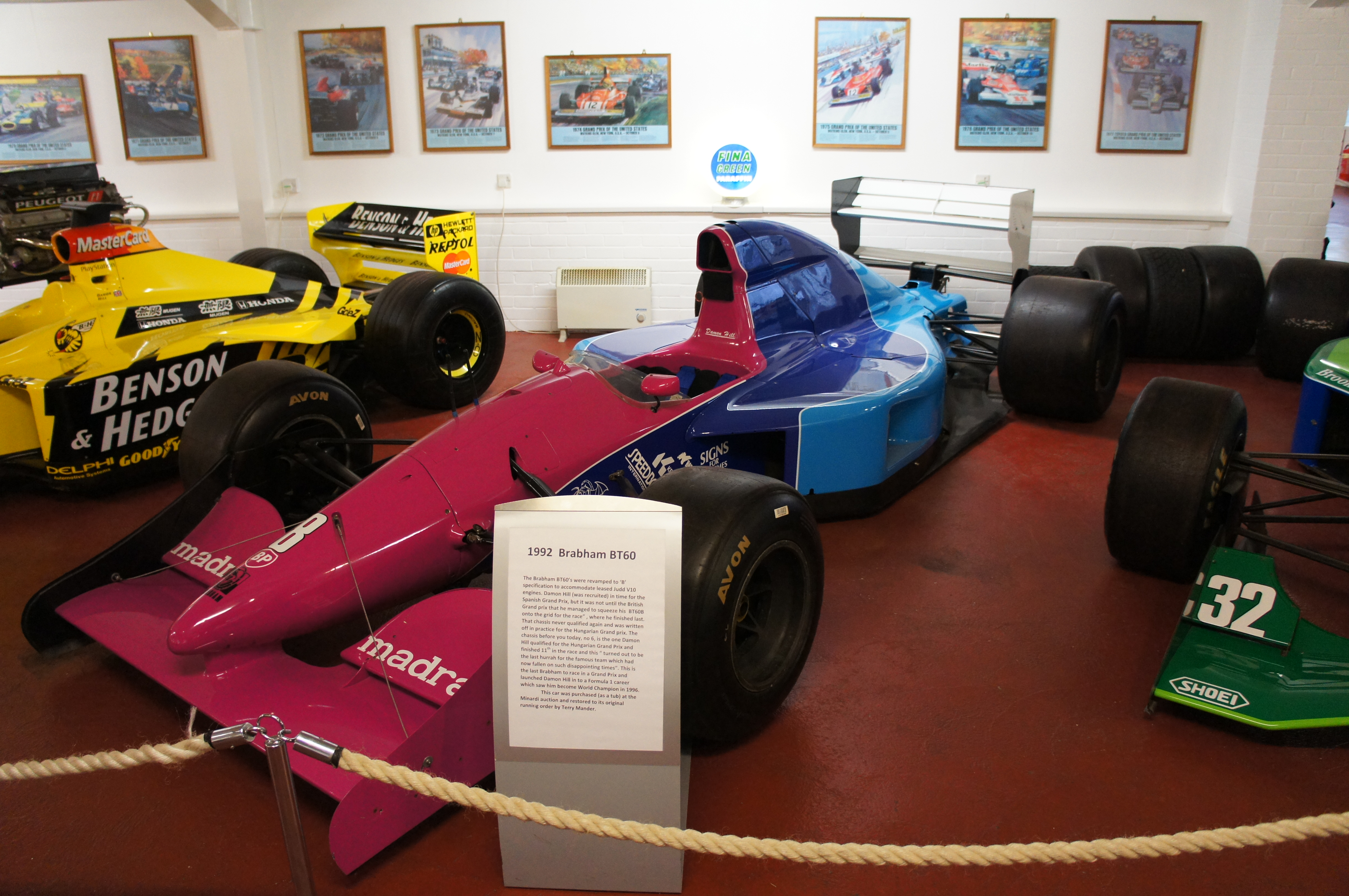
Brabham BT60B, którym Damon Hill zadebiutował w Formule 1 w 1992 roku

Początek sezonu 1992, Hill spędził ponownie jako tester w zespole Williams. Nieoczekiwanie pojawiła się szansa startów w wyścigach Grand Prix Formuły 1. Po Grand Prix Brazylii, zespół Brabham zwolnił Giovannę Amati, z powodu braku zainteresowania sponsorów i trzykrotnego niezakwalifikowania się do wyścigu. Stajnia, wciąż kierując się zasadą, że kierowca przyciągnie sponsorów postanowiła o zatrudnieniu Damona Hilla. Partnerem zespołowym Brytyjczyka był Eric van de Poele, wicemistrz Formuły 3000 z 1990, wcześniej startujący dla zespołu Modena. Samochód Brabham BT60B był napędzany dziesięciocylindrowym silnikiem Judd o pojemności 3,5 litra.
Utytułowana ekipa borykała się wtedy z problemami finansowymi. Już przed Grand Prix Hiszpanii, zespół miał kłopoty, ponieważ ciężarówki stajni zostały zablokowane przez urząd celny, w wyniku złożenia wniosku przez wierzyciela zespołu. Kwalifikacje na torze Circuit de Catalunya ukończył na ostatniej, 30. pozycji. Nieco lepiej było w kwalifikacjach do Grand Prix San Marino, gdzie znalazł się pozycję wyżej, wygrywając również ze swoim kolegą zespołowym. Przed rozpoczęciem weekendu, Brabham nie posiadał silników, gdyż nie zapłacili za silniki Judd. Sesję kwalifikacyjną do Grand Prix Monako ukończył na 28. miejscu i dalej nie zakwalifikował się do wyścigu. W kwalifikacjach do Grand Prix Kanady, tak jak w Hiszpanii, zajął ostatnie miejsce. Podobna sytuacja nastąpiła podczas sesji kwalifikacyjnej do Grand Prix Francji. Przełom nastąpił na torze Silverstone.
W kwalifikacjach zajął 26. miejsce, ostatnie premiowane awansem i po raz pierwszy przystąpił do wyścigu. Wyścig ukończył na szesnastym miejscu, ze stratą czterech okrążeń do zwycięzcy, Nigela Mansella. Kolejnym wyścigiem w kalendarzu było Grand Prix Niemiec. Brytyjczyk ukończył kwalifikacje na 30. miejscu i nie przeszedł do wyścigu. Do Grand Prix Węgier, zespół wystawił samochód tylko dla Hilla. W kwalifikacjach Brytyjczyk zdobył 25. wynik, kwalifikując się po raz drugi w sezonie do wyścigu. Rundę zakończył na jedenastym miejscu, ze stratą czterech okrążeń do Ayrtona Senny. Po wyścigu, z powodu braku pieniędzy zespół wycofał się z mistrzostw.
Swój pierwszy sezon Damon Hill ukończył z zerowym dorobkiem punktowym i nie został sklasyfikowany w klasyfikacji mistrzostw.

#### Williams (1993–1996)
Jeszcze podczas Grand Prix Włoch 1992 Hill pojawił się w padoku, aby starać się o posadę kierowcy wyścigowego na sezon 1993, lecz bezskutecznie. W tym samym czasie Mansell ogłosił, że odchodzi z zespołu, gdyż nie chce mieć za partnera zespołowego Alaina Prosta, z którym stajnia podpisała kontrakt, ponadto Brytyjczyk nie zaakceptował faktu, iż Frank Williams nie zgodził się na podwyższenie wynagrodzenia po zdobyciu tytułu mistrzowskiego. Drugi z kierowców, Riccardo Patrese przeniósł się do ekipy Benetton. Williams chciał zatrudnić Ayrtona Sennę, jednak Prost zażądał klauzuli, w którym zablokował możliwość przejścia Senny do zespołu. Patrick Head zaproponował Williamsowi Hilla, choć szef zespołu chciał zatrudnić bardziej doświadczonych kierowców, m.in. Bertranda Gachota, Mikę Häkkinena, Johnny’ego Herberta czy Martina Brundle. Head upierał się przy swoim stanowisku, stwierdzając, że Hill nie tylko jest kierowcą testowym, ale człowiekiem, który chce udowodnić, że zasługuje na swoją szansę. W listopadzie 1992 Hill udał się na sesję testową na tor Paul Ricard. W trakcie lotu do Francji jego samolot miał turbulencję. Wówczas Hill powiedział:

Kiedy samolot wpadł w turbulencję, pomyślałem o moim ojcu, który zginął podczas tej samej podróży, w tym samym miesiącu i w przeciwnym kierunku. Kiedy wylądowaliśmy, byłem gotów do tego ostatniego testu.

Zespół postanowił zatrudnić Hilla jako partnera zespołowego dla Alaina Prosta. Za Hillem przeważało także doświadczenie w elektronicznych systemach wspomagania.

##### 1993

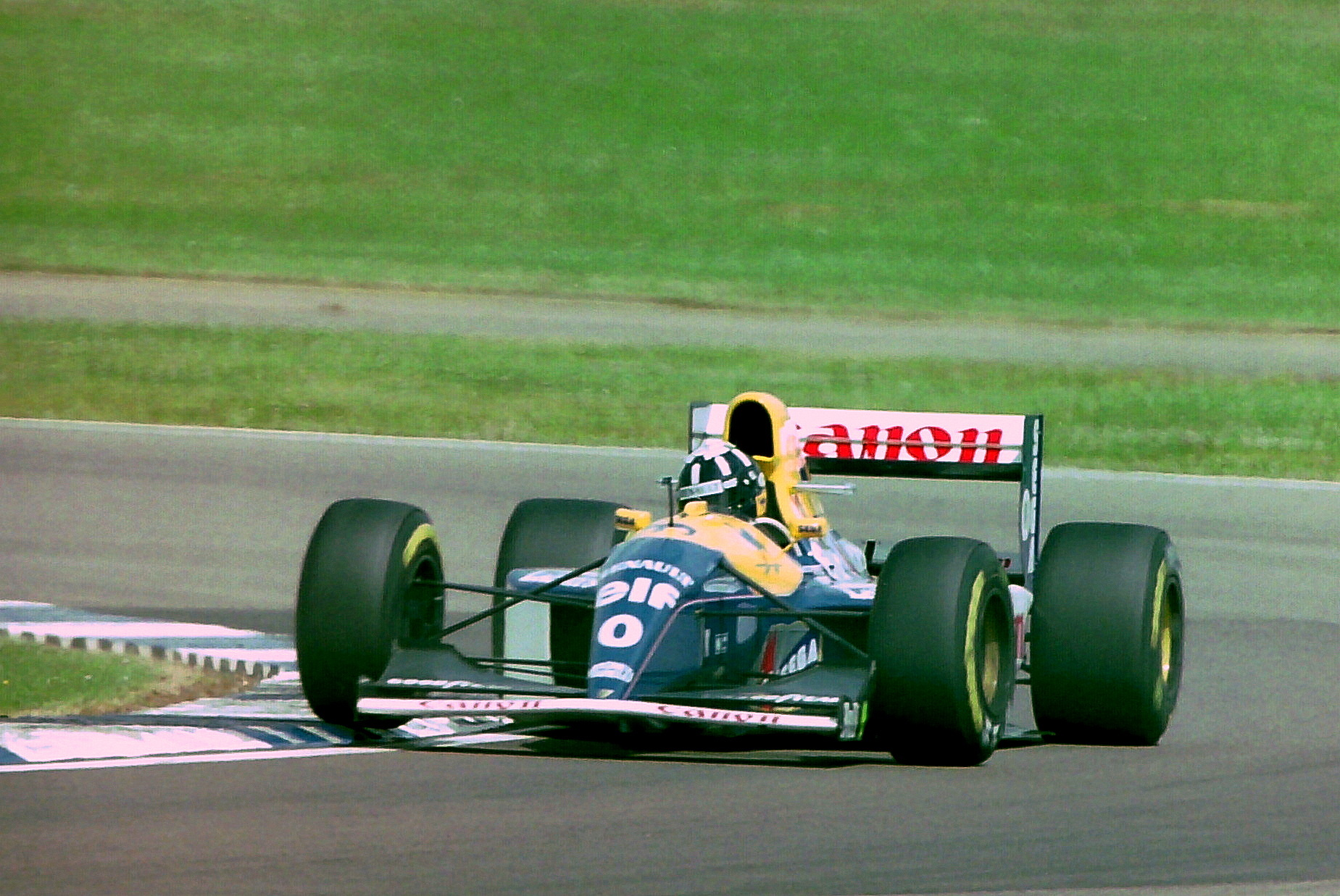
Hill podczas treningu do Grand Prix Wielkiej Brytanii 1993

Do swojej dyspozycji Hill otrzymał samochód Williams FW15C, napędzany silnikiem Renault. Zgodnie z przepisami, mistrz świata ma jechać z numerem 1, a jego kolega zespołowy – z numerem 2. Jako że Mansell opuścił Formułę 1 i przeniósł się do serii CART, Williams otrzymał numery 0 i 2, a Hill otrzymał ten pierwszy numer. To spowodowało, że Brytyjczyk został drugim kierowcą Formuły 1, który jeździł z numerem 0. W kwalifikacjach do Grand Prix Południowej Afryki zajął czwarte miejsce. W czasie wyścigu wykonał piruet i spadł na koniec klasyfikacji. Na 16. okrążeniu doszło do kolizji Hilla z Alessandro Zanardim z Lotusa, przez co nie ukończył inauguracyjnej rundy. Nieco lepiej zaprezentował się w drugim wyścigu sezonu. W kwalifikacjach do Grand Prix Brazylii zajął drugie pole startowe, za Alainem Prostem i na tej samej pozycji ukończył wyścig, przegrywając z Ayrtonem Senną. Sesję kwalifikacyjną do Grand Prix Europy ukończył podobnie jak w Brazylii, za Francuzem. Wyścig zakończył się zdobyciem drugiej pozycji, ponownie przegrywając z Senną. Do wyścigu o Grand Prix San Marino, po raz trzeci z rzędu w sezonie, startował z drugiej pozycji. Tym razem wyścigu nie ukończył za sprawą awarii hamulców na 20. okrążeniu. Drugie miejsce ponownie zajął podczas kwalifikacji do Grand Prix Hiszpanii. Na 41. okrążeniu posłuszeństwa odmówił silnik Renault i po raz kolejny nie ukończył eliminacji. Kwalifikacje do Grand Prix Monako Brytyjczyk zakończył na czwartej pozycji. Tym razem ukończył wyścig na drugim miejscu, ponownie przegrywając z Brazylijczykiem. Do Grand Prix Kanady, Hill zakwalifikował się z drugiego miejsca i na tej samej pozycji ukończył wyścig na torze Circuit Gilles Villeneuve, ustępując tylko Prostowi. Podczas kwalifikacji do domowego dla Prosta wyścigu o Grand Prix Francji, Hill nieoczekiwanie zdobył pole position. Ponownie ukończył wyścig za swoim kolegą zespołowym, na drugim miejscu.
Kwalifikacje do Grand Prix Wielkiej Brytanii zakończyły się zdobyciem przez kierowcę drugiego miejsca, tuż za Prostem. Na starcie wyścigu wyprzedził Francuza i wyszedł na prowadzenie. Na 41. okrążeniu silnik Renault stracił moc i Hill nie ukończył swojego wyścigu. Do wyścigu o Grand Prix Niemiec ruszył z drugiego pola startowego. Tak jak na Silverstone, Hill wyprzedził Prosta na starcie i prowadził w wyścigu. Na dwa okrążenia przed końcem, wyjeżdżając z zakrętu Ost, w samochodzie Brytyjczyka pękła lewa tylna opona i po raz kolejny Hill nie ukończył rundy. Do Grand Prix Węgier, kierowca ruszył ponownie z pierwszej linii, za Alainem Prostem. Tym razem szczęście mu dopisało i po 77 okrążeniach, Hill ukończył wyścig jako zwycięzca, mając ponad minutę przewagi nad Riccardo Patrese. Podobna sytuacja odbyła się na torze Circuit de Spa-Francorchamps. Kwalifikacje do Grand Prix Belgii, Hill zakończył na drugim miejscu, a wyścig wygrał, tym razem mając prawie cztery sekundy przewagi nad Michaelem Schumacherem. Kwalifikacje do Grand Prix Włoch ukończył na drugiej pozycji, za Alainem Prostem. Tak jak na Węgrzech i w Belgii, Hill odniósł trzecie zwycięstwo, pokonując Jeana Alesiego z Ferrari i Michaela Andrettiego z McLarena. Sesję kwalifikacyjną do Grand Prix Portugalii, Hill ukończył zdobyciem drugiego w sezonie pole position. Na okrążeniu formującym zgasł silnik w samochodzie Brytyjczyka i ruszał z końca stawki. W ciągu kilku okrążeń przedostał się na trzecie miejsce i na tej pozycji zakończył wyścig w Estoril, natomiast Prost zapewnił czwarty tytuł mistrzowski. W kwalifikacjach do Grand Prix Japonii, Brytyjczyk zajął szóste miejsce. Wyścig zakończył się zdobyciem czwartej lokaty. W kwalifikacjach do ostatniego wyścigu sezonu, Grand Prix Australii, Hill zajął trzecią pozycję, za Senną i Prostem. Na tej samym miejscu zakończył ostatnią rundę.
W pierwszym pełnym sezonie Hill zajął trzecią pozycję w klasyfikacji kierowców, zdobywając 69 punktów. Williams natomiast zdobył tytuł mistrzowski wśród konstruktorów.

##### 1994
Przed sezonem 1994 Williams zatrudnił Ayrtona Sennę, co spowodowało odejście Alaina Prosta z zespołu, gdyż nie chciał współpracować ponownie z Brazylijczykiem, ogłaszając tuż przed wyścigiem w Portugalii w październiku 1993, że kończy karierę w Formule 1. W sezonie 1994 Williams ścigał się samochodem FW16 z silnikiem Renault (od Grand Prix Niemiec używał modelu FW16B). Przed sezonem 1994 FIA zmieniła przepisy, zakazując kontroli trakcji, ABSu, aktywnego zawieszenia oraz czterech skrętnych kół, chcąc przerwać dominację Williamsa. Jako że Prost już nie startował, drugi sezon z rzędu Williams otrzymał numery 0 i 2, a pierwszy numer ponownie przypadł Hillowi.
W kwalifikacjach do inauguracyjnej rundy, Grand Prix Brazylii 1994 zajął czwartą pozycję, podczas gdy Senna zdobył pole position. Wyścig ukończył na drugiej pozycji, przegrywając z Michaelem Schumacherem z Benettona. Kolejnym wyścigiem było Grand Prix Pacyfiku, debiutujące w kalendarzu mistrzostw. W kwalifikacjach osiągnął trzeci rezultat. Wyścigu nie ukończył, gdyż na 50. okrążenia doszło do awarii przeniesienia napędu w samochodzie Brytyjczyka. Kolejną eliminacją w kalendarzu było Grand Prix San Marino. Sesję kwalifikacyjną, przyćmioną śmiercią Rolanda Ratzenbergera z Simteka, Hill zakończył na czwartej pozycji. Podczas wyścigu doszło do wypadku, w którym zginął Ayrton Senna, a Brytyjczyk rundę w Imoli ukończył na szóstej pozycji. Od tamtej chwili, Hill musiał przejąć rolę lidera zespołu, podobnie jak było z Grahamem Hillem w Lotusie, gdy w kwietniu 1968 śmierć poniósł Jim Clark. Do wyścigu o Grand Prix Monako, Williams wystawił samochód tylko dla Hilla, oddając cześć trzykrotnemu mistrzowi świata. Kwalifikacje zakończył ponownie na czwartym miejscu, lecz na pierwszym okrążeniu doszło do kolizji z Miką Häkkinenem z McLarena i Brytyjczyk przedwcześnie ukończył wyścig. Po latach kierowca powiedział o tym wyścigu:

Zupełnie o tym zapomniałem. Mówiąc szczerze, weekendu w Monako jakby nie było. Zbyt szybko wróciliśmy do ścigania, a trochę czasu zajęło odpowiedzenie sobie na pytania, „co my tu robimy”, „dlaczego to robimy?”. Kierowcy byli bardzo nerwowi. Ludzie debatowali nad tym, czy auta są bezpieczne i jak można poprawić sytuację. Od Imoli było zupełnie jakbyśmy znaleźli się w teatrze działań wojennych. Oczywiście nie mogę porównać tego z prawdziwą wojną, ale dla nas to było wyjście ze stosunkowo bezpiecznego środowiska do punktu, w którym wszystko obracało się przeciwko nam. Wszyscy byli poddenerwowani, a w szczególności ja.

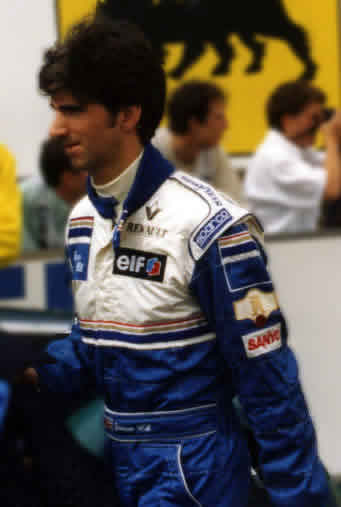
Damon Hill przed wyścigiem o Grand Prix Francji 1995

Przed Grand Prix Hiszpanii Williams postanowił zaangażować Davida Coultharda jako drugiego kierowcę. W sesji kwalifikacyjnej Brytyjczyk zajął drugą lokatę, za Michaelem Schumacherem. W czasie postojów wykorzystał fakt, iż Niemcowi zacięła się skrzynia biegów i objął prowadzenie, którego nie oddał do samego końca. W kwalifikacjach do Grand Prix Kanady zajął piątą pozycję, natomiast wyścig ukończył jako drugi, za Schumacherem. Podobnie jak przed rokiem, do wyścigu o Grand Prix Francji zdobył pierwsze pole startowe i zajął drugie miejsce, ponownie za kierowcą Benettona. W tym samym czasie do zespołu powrócił Nigel Mansell, na kilka wyścigów sezonu. Mansellowi płacono 900 tysięcy funtów za każdy wyścig, podczas gdy Hill zarabiał na sezon 300 tysięcy funtów, choć pozycja Damona jako głównego kierowcy została zachowana. Do kolejnego wyścigu, Grand Prix Wielkiej Brytanii, Hill ruszył z pole position. Rundę na torze Silverstone wygrał przed Michaelem Schumacherem, który później został zdyskwalifikowany za ignorowanie decyzji sędziów. Przed wyścigiem o Grand Prix Niemiec Williams korzystał z modelu FW16B. Sesję kwalifikacyjną Hill ukończył na trzeciej pozycji, ale w trakcie wyścigu doszło do kolizji z Ukyō Katayamą. Trzy minuty spędził w alei serwisowej, gdyż tyle trwała wymiana nosa w jego samochodzie i ostatecznie zajął ósme miejsce. Kwalifikacje do Grand Prix Węgier Hill zakończył na drugiej pozycji i na tej samej pozycji ukończył wyścig na torze Hungaroring. W kwalifikacjach do Grand Prix Belgii kierowca osiągnął trzeci wynik. Wyścig ukończył na drugiej pozycji, przegrywając z dużą przewagą nad Michaelem Schumacherem. Później Niemiec został zdyskwalifikowany za nieprzepisową grubość deski pod nadwoziem, dzięki czemu Hill po raz drugi wygrał wyścig w Belgii. W wyścigach o Grand Prix Włoch i Grand Prix Portugalii, kierowca Benettona nie startował wskutek kary za wydarzenia podczas Grand Prix Wielkiej Brytanii. Do obu wyścigów Hill pojechał odpowiednio z trzeciego i drugiego pola startowego. Wykorzystał nieobecność Schumachera i wygrał oba wyścigi. Dzięki temu, przewaga Niemca nad Brytyjczykiem stopniała do jednego punktu. W sesji kwalifikacyjnej do Grand Prix Europy, Hill osiągnął drugi czas i na tej samej pozycji zakończył rundę na torze Circuito Permanente de Jerez. W kwalifikacjach do Grand Prix Japonii zajął drugą pozycję. Brytyjczyk wygrał tę rundę, ponownie zmniejszając swoją stratę do jednego punktu. W kwalifikacjach do ostatniej rundy, Grand Prix Australii, Hill zajął trzecie miejsce, za Nigelem Mansellem, który wrócił do kokpitu Williamsa i Michaelem Schumacherem. Na 35. okrążeniu zderzył się z Niemcem, który kilka chwil wcześniej popełnił błąd i uderzył w bandę. Zjechał do alei serwisowej, lecz mechanicy bezskutecznie próbowali naprawić połamany wahacz i Brytyjczyk nie ukończył wyścigu.
W klasyfikacji kierowców Hill zajął drugie miejsce, przegrywając tytuł z Michaelem Schumacherem z Benettona o jeden punkt. Williams po raz kolejny zdobył tytuł wśród konstruktorów. Jak przyznał potem Brytyjczyk, w czasie sezonu nie otrzymywał wsparcia ani ze strony zespołu, ani ze strony Renault. Brytyjczyk otrzymał także nagrodę Sportowa Osobowość Roku za 1994, przyznawaną przez BBC.

##### 1995
Przed sezonem 1995 Hill był faworytem do zdobycia tytułu mistrzowskiego. Przez cały sezon jego kolegą zespołowym był David Coulthard. Model FW17, podobnie jak poprzednie samochody Williamsa były zaopatrywane w silniki Renault.

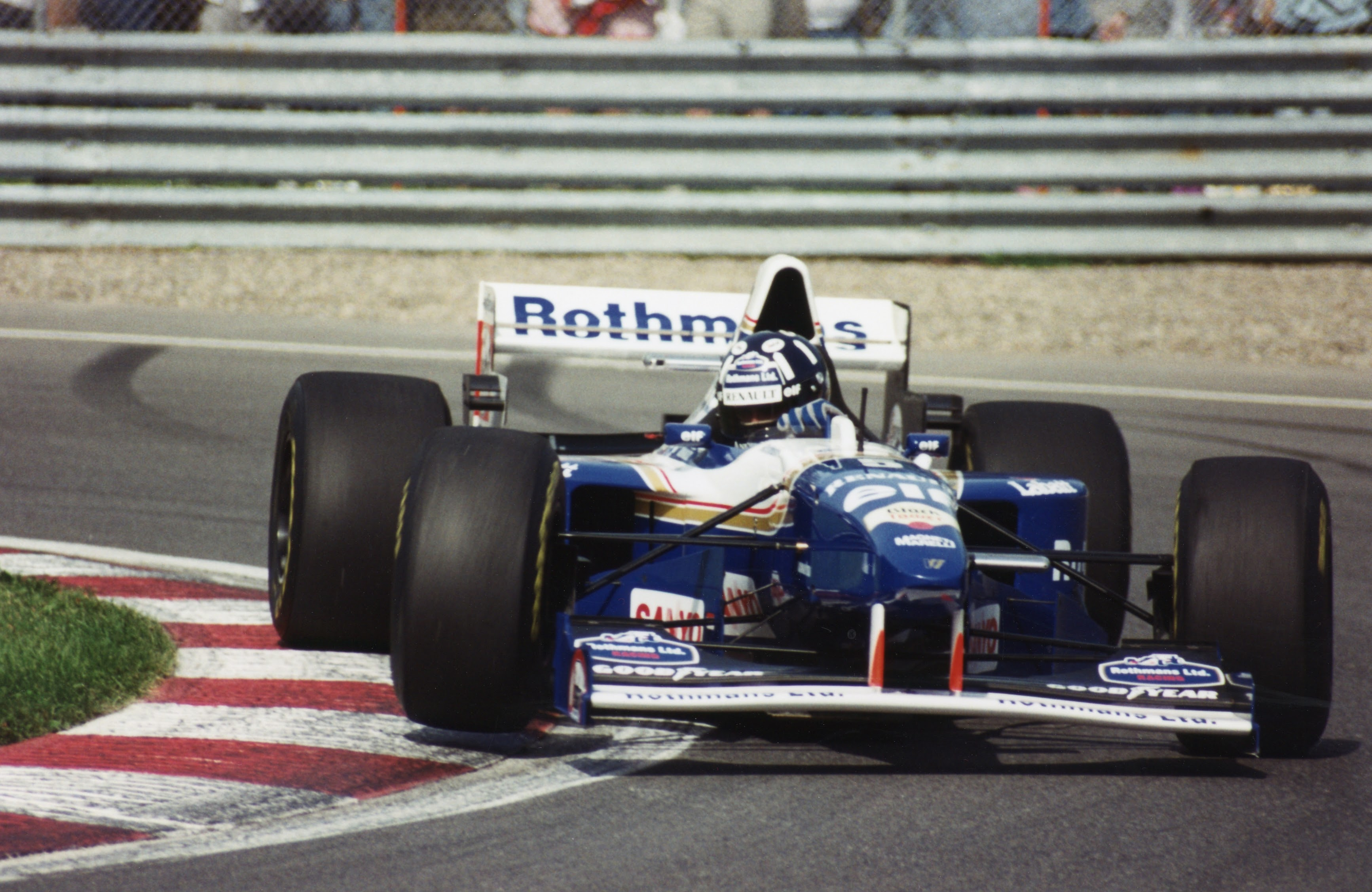
Damon Hill podczas Grand Prix Kanady 1995

Kwalifikacje do Grand Prix Brazylii, Hill zakończył zdobyciem pierwszego pola startowego. Wyścigu nie ukończył, gdyż na 30. okrążeniu awarii uległa skrzynia biegów. Przed wyścigiem okazało się, że paliwo w samochodach Benettona i Williamsa, w tym u Hilla, nie zgadzało się z próbkami, jakie FIA otrzymała przed rozpoczęciem sezonu. Federacja ukarała zespół wykluczeniem z zawodów, lecz oba zespoły złożyły apelacje i kierowcy nie zostali wykluczeni z rundy. Punkty zdobyte przez kierowców zespołów nie zostały uwzględnione w klasyfikacji konstruktorów. Do wyścigów o Grand Prix Argentyny i Grand Prix San Marino, Hill zakwalifikował się odpowiednio na drugiej i czwartej pozycji. Oba wyścigi wygrał, pokonując Jeana Alesiego z Ferrari. Dzięki temu awansował na pozycję lidera klasyfikacji kierowców. W kwalifikacjach do Grand Prix Hiszpanii, Hill zajął piątą pozycję, natomiast wyścig ukończył na czwartej pozycji, tracąc pozycję prowadzącego w klasyfikacji. Do Grand Prix Monako, Hill startował z pierwszego pola, choć będący tuż za nim Michael Schumacher wykorzystał strategię jednego postoju i Brytyjczyk musiał się zadowolić drugim miejscem. Kolejnym wyścigiem było Grand Prix Kanady. W sesji kwalifikacyjnej Brytyjczyk zajął drugie miejsce. Rundy nie ukończył ze względu na awarię skrzyni biegów na 50. okrążeniu. W kwalifikacjach do Grand Prix Francji startował z pole position, jednak wyścig ukończył na drugim miejscu, za Schumacherem. Do wyścigu o Grand Prix Wielkiej Brytanii, tak jak we Francji, startował z pierwszego pola startowego. Utrzymywał prowadzenie podczas kilku okrążeń, ale na 45. kółku przy wyprzedzaniu doszło do kolizji z Michaelem Schumacherem i obaj nie ukończyli eliminacji.
W kwalifikacjach do Grand Prix Niemiec, jak w dwóch ostatnich rundach wygrał z Niemcem. Na 2. okrążeniu Hill wypadł z toru Hockenheimring i nie ukończył wyścigu. Po wyścigu, Brytyjczyk stwierdził, że roztrzaskał swój samochód ze względu na usterkę samochodu. Jak się później okazało, tylna oś w samochodzie Hilla była mocno zużyta – pomimo tego, w tym samym czasie Williams poważnie zastanowił się nad zmianą składu kierowców na przyszły sezon. W sesji kwalifikacyjnej do Grand Prix Węgier, trzeci raz z rzędu kierowca zdobył pierwsze pole startowe, które później zamienił na zwycięstwo. Kwalifikacje do Grand Prix Belgii przerwały passę Hilla w zdobywaniu pole position, gdyż Brytyjczyk ukończył sesję na ósmej pozycji. Hill wyścig ukończył na drugiej pozycji za liderem klasyfikacji. Do wyścigu o Grand Prix Włoch zakwalifikował się na czwartej pozycji, podczas gdy Coulthard startował z pierwszego pola. Na 23. okrążeniu doszło do kolizji z Schumacherem i ponownie obaj kierowcy nie ukończyli eliminacji. Kwalifikacje do Grand Prix Portugalii, Brytyjczyk zakończył na drugiej pozycji, za swoim kolegą zespołowym. Wyścig zakończył na trzecim miejscu, za Coulthardem i Schumacherem. Kolejnym wyścigiem w kalendarzu było Grand Prix Europy na torze Nürburgring. W sesji kwalifikacyjnej Brytyjczyk osiągnął ponownie drugi rezultat, jednak na 58. okrążeniu wypadł z trasy i nie ukończył eliminacji. Kwalifikacje do kolejnej rundy, Grand Prix Pacyfiku, Hill ukończył tak jak dwie ostatnie sesje na drugiej pozycji i ukończył eliminację na trzecim miejscu, co sprawiło, że nie miał szans na zdobycie tytułu. Do wyścigu o Grand Prix Japonii, Hill wyruszył z czwartego pola. Na 40. okrążeniu Brytyjczyk wypadł z trasy i wyścig ukończył bez punktów. Po japońskiej eliminacji, Damon wraz z żoną udał się na wyspę Bali. W kwalifikacjach do Grand Prix Australii Hill zdobył pierwsze pole startowe i wygrał ostatni wyścig sezonu, z przewagą dwóch okrążeń do Oliviera Panisa z Ligiera.
W klasyfikacji kierowców, Damon Hill ponownie zajął drugie miejsce, ze stratą 33 punktów do Michaela Schumachera. W klasyfikacji konstruktorów Williams musiał ustąpić ekipie Benetton, do których zespół stracił 25 punktów. Przed końcem sezonu, w padoku mówiło się, że miejsce Hilla mogą zająć Heinz-Harald Frentzen lub Gerhard Berger. Frank Williams niechętnie przedłużył kontrakt z Hillem na kolejny sezon, zwłaszcza że jego rywal Michael Schumacher podpisał kontrakt na starty w zespole Ferrari.

##### 1996
Na nowy sezon Hill otrzymał do dyspozycji samochód Williams FW18, napędzany tak jak poprzednie modele dziesięciocylindrowym silnikiem Renault. Z zespołu odszedł David Coulthard, a nowym kolegą zespołowym Brytyjczyka został Jacques Villeneuve, mistrz serii CART i zwycięzca wyścigu Indianapolis 500 z 1995.
Do pierwszego wyścigu sezonu, Grand Prix Australii, które odbywało się na torze Albert Park, Hill ruszał z drugiej pozycji, za swoim kolegą zespołowym. Podczas wyścigu, kierowcy Williamsa zamieniali się miejscami – po pierwszych postojach w alei serwisowej prowadził Hill, choć później Villeneuve odzyskał prowadzenie. Później po zastosowaniu polecenia zespołowego wobec Kanadyjczyka, Hill odzyskał prowadzenie, a zespół przypieczętował dublet. W kwalifikacjach do Grand Prix Brazylii i Grand Prix Argentyny zdobywał pole position, które następnie zamieniał na zwycięstwa. Po wyścigu w Argentynie Hill miał 18 punktów przewagi nad kolegą zespołowym. Kwalifikacje do Grand Prix Europy, Hill ponownie ukończył na pierwszej pozycji, lecz w czasie wyścigu niezbyt dobrze wystartował, później utknął za Rubensem Barrichello, a na samym końcu wypadł z trasy, w trakcie wyprzedzania Pedro Diniza, co sprawiło, że Hill ukończył wyścig na czwartej pozycji. W sesji kwalifikacyjnej do Grand Prix San Marino Brytyjczyk zajął drugie miejsce. W czasie wyścigu korzystał ze strategii późnego pit-stopu i objął prowadzenie, którego nie oddał do końca wyścigu. Kwalifikacje do Grand Prix Monako zakończył na drugiej pozycji, za Schumacherem. Na starcie wyprzedził Niemca i objął prowadzenie w wyścigu, stale powiększając przewagę nad rywalami. Na 41. okrążeniu nastąpiła eksplozja silnika Renault w samochodzie Hilla i Brytyjczyk nie ukończył wyścigu. Do wyścigu o Grand Prix Hiszpanii Hill zdobył pole position. Na starcie spadł na trzecią pozycję, później znalazł się na ósmej pozycji, by po 10. okrążeniu wypaść z trasy, nie kończąc eliminacji w Barcelonie. W kwalifikacjach do Grand Prix Kanady Hill, tak jak w Hiszpanii, zdobył pierwsze pole startowe i wygrał wyścig z przewagą czterech sekund nad kolegą zespołowym.

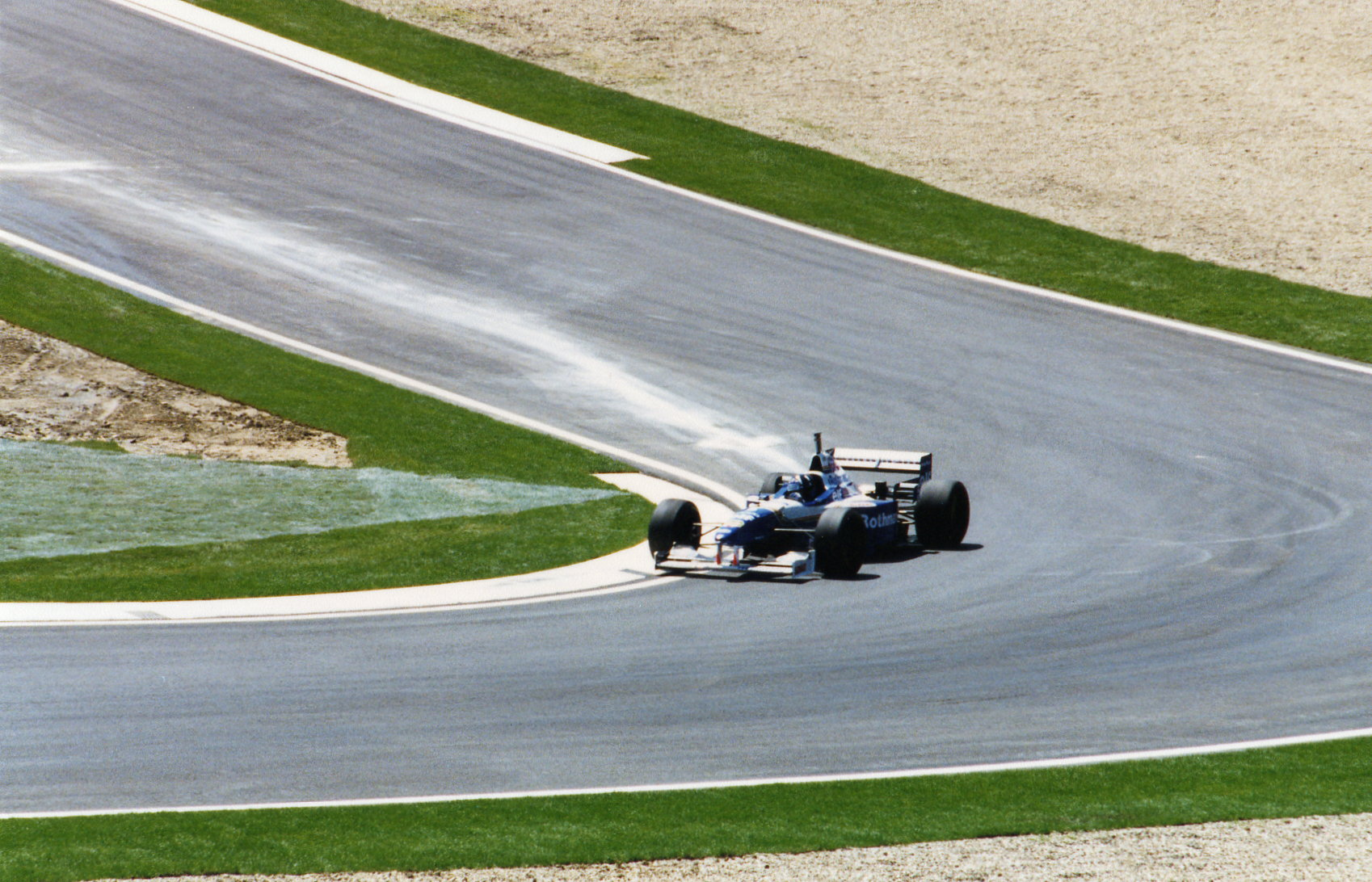
Hill podczas treningu do Grand Prix San Marino 1996

Do wyścigu o Grand Prix Francji, Hill wyruszył z drugiego pola startowego, jednak wykorzystał on fakt awarii silnika w samochodzie Schumachera po okrążeniu rozgrzewkowym i prowadził w wyścigu aż do samego końca. W kwalifikacjach do Grand Prix Wielkiej Brytanii zwyciężył, jednak rundy nie ukończył za sprawą awarii koła. Kwalifikacje do Grand Prix Niemiec Hill zakończył zdobyciem pierwszego miejsca i na tej samej pozycji zakończył wyścig na Hockenheimringu. Do Grand Prix Węgier Brytyjczyk wyruszył z drugiego pola startowego i również to samo miejsce zdobył w wyścigu, przegrywając z Villeneuve’em. W sesji kwalifikacyjnej do Grand Prix Belgii, tak jak na Hungaroringu, Damon zakwalifikował się na drugiej pozycji. W czasie neutralizacji doszło do zamieszania w boksach, przez co Hill ukończył wyścig na piątym miejscu. W przerwie pomiędzy wyścigami w Belgii i we Włoszech, kiedy Hill odpoczywał w swoim domu w Irlandii, zadzwonił do niego Frank Williams i oznajmił, że nie przedłuży kontraktu z nim na kolejny sezon. Po informacji o decyzji Williamsa Hill powiedział:

Po prostu, to koniec.

Do Grand Prix Włoch, Brytyjczyk wystartował z pole position. W trakcie wyścigu, kierowca został wyprzedzony przez Alesiego, który później wypadł z toru, a następnie, po odzyskaniu prowadzenia, w czasie 5. okrążenia, Hill popełnił błąd i uderzył w ścianę z opon, kończąc tym samym wyścig. W kwalifikacjach do Grand Prix Portugalii, Hill wygrał z przewagą 0,009 sek. nad kolegą zespołowym, jednak w samym wyścigu został przez niego wyprzedzony i ukończył wyścig w Estoril na drugiej pozycji, ze stratą 20 sekund do Villeneuve’a. Przed finałowym wyścigiem sezonu, Grand Prix Japonii, Kanadyjczyk miał dziewięć punktów straty do Brytyjczyka. Ostatnie kwalifikacje ukończył na drugiej pozycji, natomiast w wyścigu skorzystał z fatalnego startu kanadyjskiego kierowcy i zdobył pozycję lidera wyścigu, zachowując go do końca.
W klasyfikacji kierowców sezonu 1996 Damon Hill zdobył tytuł mistrzowski z dorobkiem 97 punktów, o 19 punktów więcej od Jacquesa Villeneuve’a. Tym samym został pierwszym synem mistrza świata, któremu udało się zdobyć tytuł mistrzowski w Formule 1. W klasyfikacji konstruktorów Williams odzyskał tytuł wśród konstruktorów, pokonując Ferrari o 105 punktów. Już w trakcie weekendu na torze Monza, Williams ogłosił, że miejsce Hilla w sezonie 1997 zajmie Heinz-Harald Frentzen, dotychczasowy kierowca Saubera, którego Williams chciał już w sezonie 1994, jednak odrzucił tę propozycję.
W czasie jazdy dla Williamsa wygrał łącznie 21 wyścigów, będąc drugim kierowcą Williamsa pod względem ilości zwycięstw, ustępując Mansellowi. Brytyjczyk ponownie otrzymuje nagrodę Sportowa Osobowość Roku, tym razem za 1996. Został tym samym trzecim sportowcem, który dwukrotnie zdobył tę nagrodę, wcześniej takiego zaszczytu dostąpili Nigel Mansell i bokser Henry Cooper. Hill otrzymał także nagrodę „Segrave Trophy” przyznawaną przez Royal Automobil Club za zostanie mistrzem świata i pierwszym mistrzem, który zdobył tytuł tak jak jego ojciec.

#### Arrows (1997)
Po odejściu z zespołu Williams, Damon Hill stał się ich czwartym kierowcą, który po zdobyciu tytułu nie kontynuował jazdy w tym samym zespole. Brytyjczyk znalazł się w kręgu zainteresowań zespołów, m.in. Jordana, Stewarta czy McLarena. Ostatecznie Hill zdecydował się podpisać kontrakt z zespołem Arrows, który w ciągu dwudziestu lat nie wygrał ani jednego wyścigu, w dodatku jeszcze jako Footwork, sezon 1996 zakończyli z dorobkiem jednego punktu. Zespół przechodził restrukturyzację – właścicielem i szefem zespołu został Tom Walkinshaw, siedziba została przeniesiona z Milton Keynes do Leafield, a ponadto zwiększono liczbę pracowników do 180 osób. Hill miał otrzymywać w zespole wynagrodzenie w wysokości 6 milionów dolarów za rok. Partnerem zespołowym Brytyjczyka został Pedro Diniz, wcześniej startujący dla zespołów Forti i Ligier, posiadający wsparcie włoskiej firmy mleczarskiej Parmalat. Hill jeździł samochodem Arrows A18 z silnikiem Yamaha.

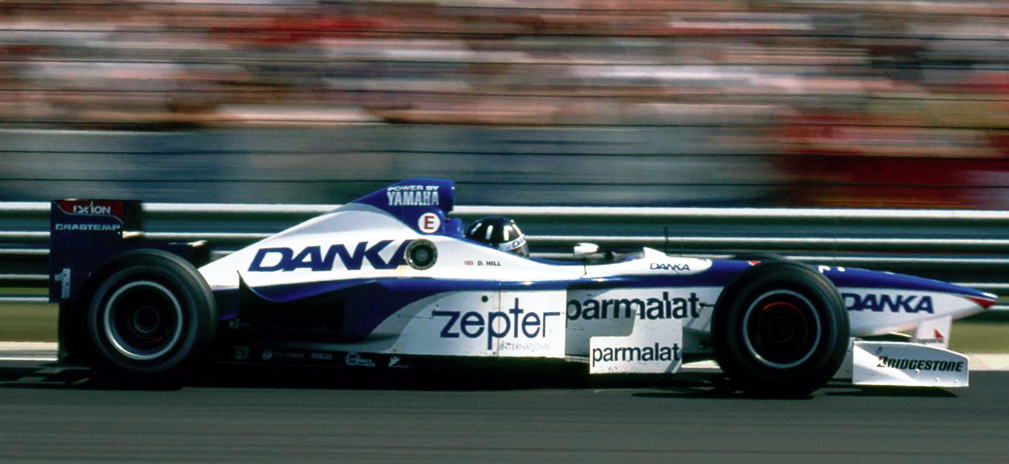
Hill podczas Grand Prix Węgier 1997

Kwalifikacje do pierwszego wyścigu sezonu, Grand Prix Australii ukończył na 20. pozycji, natomiast już na okrążeniu wyjazdowym doszło do awarii silnika Yamaha, wobec czego nie przystąpił do startu. Pomiędzy wyścigami w Australii i Brazylii, 18 marca 1997 został odznaczony Orderem Imperium Brytyjskiego przez królową Elżbietę II. W kwalifikacjach do Grand Prix Brazylii zdobył dziewiąte miejsce. Na trzy okrążenia przed końcem wyścigu doszło ponownie do awarii jednostki japońskiego producenta, ale pomimo niedotarcia do mety, Hill został sklasyfikowany na siedemnastej pozycji. Do Grand Prix Argentyny przystąpił z trzynastym czasem. W wyścigu awansował nawet na szóste miejsce, później będąc pozycję wyżej został wyprzedzony przez Ralfa Schumachera i Johnny’ego Herberta. Później doszło do kolizji z Jeanem Alesi z Benettona, przez co Brytyjczyk znalazł się poza trasą, natomiast po raz trzeci z rzędu nie ukończył eliminacji, gdyż ponownie odmówił posłuszeństwa silnik w samochodzie Hilla. W sesji kwalifikacyjnej do Grand Prix San Marino, Brytyjczyk osiągnął piętnasty rezultat, natomiast ponownie wyścigu nie ukończył, tym razem za sprawą kolizji z Shinjim Nakano z Prosta. Do Grand Prix Monako wyruszył z 13. pola startowego, lecz na 2. okrążeniu odpadł z rywalizacji przez kolizję z Eddie Irvine’em z Ferrari. Kwalifikacje do Grand Prix Hiszpanii, Hill ukończył na piętnastej pozycji, natomiast rundy po raz szósty z rzędu nie ukończył, gdyż w jego samochodzie ponownie zawiódł silnik. W sesji kwalifikacyjnej do Grand Prix Kanady, Brytyjczyk uzyskał piętnasty wynik. Wyścig udało mu się ukończyć na dziewiątym miejscu, za kolegą zespołowym. Kolejnym wyścigiem w kalendarzu było Grand Prix Francji. W kwalifikacjach uzyskał siedemnasty czas i po raz pierwszy Hill uległ Dinizowi, który został sklasyfikowany pozycję wyżej. Podczas pierwszego okrążenia, kierowca wypadł z toru, uszkadzając przy tym przednie skrzydło. Pomimo tego, Hill został sklasyfikowany na dwunastym miejscu. Do kolejnej rundy, Grand Prix Wielkiej Brytanii, Hill zakwalifikował się z 13. czasem, natomiast wyścig ukończył na szóstej pozycji, zdobywając swój pierwszy punkt w sezonie. Do Grand Prix Niemiec, kierowca zakwalifikował się ponownie na trzynastej pozycji, natomiast wyścig ukończył na ósmym miejscu.
Do wyścigu o Grand Prix Węgier, Hill wyruszył z trzeciego pola startowego, przegrywając tylko z Michaelem Schumacherem i Jacquesem Villeneuve’em. Na starcie wyprzedził Kanadyjczyka, a po 13. okrążeniu został liderem wyścigu. Z powodu problemów z układem hydraulicznym, Kanadyjczyk dogonił Brytyjczyka na ostatnim okrążeniu i Hill musiał zadowolić się drugim miejscem. Kwalifikacje do Grand Prix Belgii, Hill ukończył na dziewiątym miejscu, jednak pod koniec wyścigu doszło do awarii zawieszenia. Pomimo tego, został sklasyfikowany na czternastej pozycji. Do Grand Prix Włoch, Brytyjczyk wyruszył z czternastego pola startowego. Na 46. okrążeniu nastąpiła awaria silnika Yamaha i Hill nie ukończył eliminacji. W sesji kwalifikacyjnej do Grand Prix Austrii, Hill został sklasyfikowany na siódmej pozycji i na tym samym miejscu ukończył wyścig, choć jeszcze przed finałowym okrążeniu znajdował się na ostatniej punktowanej lokacie. W kwalifikacjach do Grand Prix Luksemburga osiągnął trzynasty wynik i ukończył rundę na ósmej pozycji. Do Grand Prix Japonii Hill wyruszył z siedemnastego pola i ukończył eliminację na jedenastym miejscu, blokując w trakcie wyścigu Michaela Schumachera. Do ostatniej eliminacji, Grand Prix Europy, Hill zakwalifikował się na czwartej pozycji. Na 48. okrążeniu doszło do usterki skrzyni biegów, przez co Hill nie ukończył ostatniej rundy sezonu.
W klasyfikacji kierowców w sezonie 1997 Damon Hill został sklasyfikowany na dwunastej pozycji, mając na koncie siedem punktów. W klasyfikacji konstruktorów, Arrows znalazł się na ósmej pozycji, pokonując tylko Stewarta i Tyrrella.

#### Jordan (1998–1999)
Po sezonie 1997, Hill był bliski podpisania kontraktu ze stajnią Prost Grand Prix, gdyż francuski zespół mocno na to naciskał. Ostatecznie jednak Brytyjczyk przyjął ofertę ekipy Jordan Grand Prix, zastępując w zespole Giancarlo Fisichellę. Jego partnerem zespołowym został Ralf Schumacher, brat Michaela Schumachera. Hill przed rozpoczęciem sezonu przyznał, że słabszy poprzedni sezon rozbudził jego apetyty na ponowną wygraną. Szef zespołu Eddie Jordan stwierdził:

Nie jestem w stanie dokładnie powiedzieć kiedy, ale jestem przekonany, że wygramy wyścig w tym roku.

##### 1998

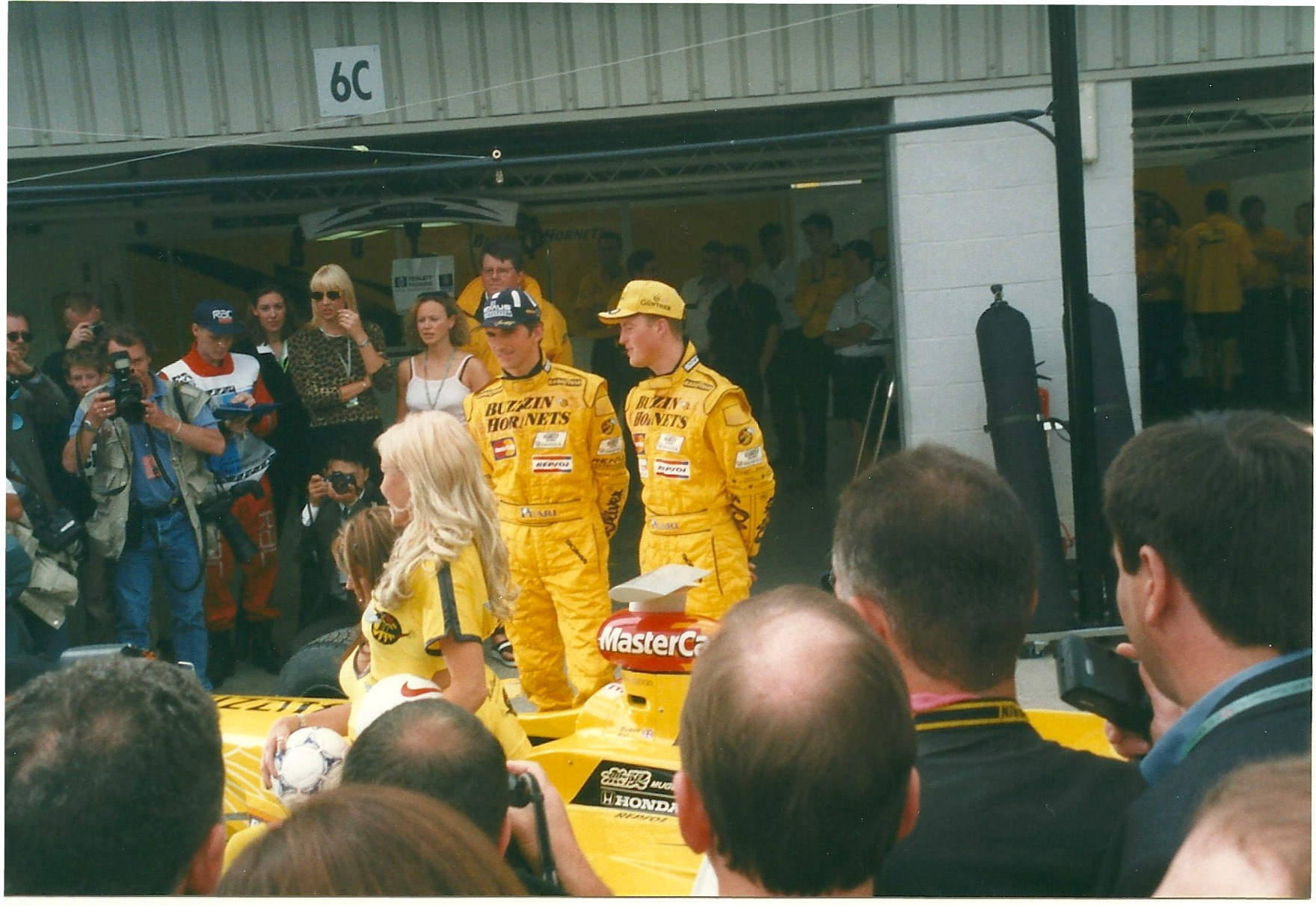
Damon Hill i Ralf Schumacher przed wyścigiem o Grand Prix Wielkiej Brytanii 1998

W sezonie 1998, Hill i Schumacher jeździli samochodem Jordan 198, który był napędzany silnikami Mugen-Honda. Do inauguracyjnej rundy, Grand Prix Australii, Hill zakwalifikował się z dziesiątym rezultatem. Wyścig ukończył na ósmej pozycji, ze stratą okrążenia do Häkkinena. W kwalifikacjach do Grand Prix Brazylii startował z jedenastego pola, awansując w wyścigu o jedną pozycję wyżej, choć później po eliminacji został zdyskwalifikowany, ponieważ samochód był o osiem kilogramów za lekki. W kwalifikacjach do Grand Prix Argetyny, Hill został sklasyfikowany na dziewiątej pozycji, natomiast wyścig ukończył na ósmym miejscu. Do Grand Prix San Marino wystartował z siódmego miejsca. W czasie wyścigu miał kolizję z Alexandrem Wurzem z Benettona i spadł na koniec stawki, a w momencie, gdy jechał na siódmej pozycji, w samochodzie brytyjskiego kierowcy doszło do awarii hydrauliki i Hill nie ukończył rundy w Imoli. Kwalifikacje do Grand Prix Hiszpanii zakończył na ósmym miejscu, jednak wyścigu nie ukończył, ponieważ na 46. okrążeniu silnik odmówił posłuszeństwa. Do Grand Prix Monako, Hill startował dopiero z piętnastego pola, lecz ukończył rywalizację na ósmym miejscu, ze stratą dwóch okrążeń. W sesji kwalifikacyjnej do Grand Prix Kanady, Brytyjczyk wywalczył dziesiąte pole startowe, podczas gdy jego kolega zespołowy został sklasyfikowany pięć pozycji wyżej. W trakcie wyścigu zdołał awansować nawet na drugą lokatę, staczając również pojedynek z Michaelem Schumacherem, którego blokował trzykrotnie, jednak na 42. okrążeniu, w samochodzie Hilla nastąpiła awaria elektryki i nie ukończył eliminacji. Po wyścigu Niemiec krytykował jazdę Brytyjczyka, choć kierowca Jordana wypominał mu poprzednie incydenty. Następną rundą w kalendarzu było Grand Prix Francji. W kwalifikacjach Brytyjczyk osiągnął siódmy rezultat, jednak odpadł z rywalizacji przez awarię hydrauliki. Podobnie jak we Francji, do wyścigu o Grand Prix Wielkiej Brytanii wyruszył z siódmego pola, jednak w trakcie walki z byłym kolegą zespołowym, Jacquesem Villeneuve’em, na 13. okrążeniu wypadł z trasy i ponownie przedwcześnie ukończył wyścig, w którym Ralf Schumacher zajął piąte miejsce, gwarantujące mu dwa punkty do klasyfikacji.
Przed wyścigiem na torze Silverstone Jordan postanowił o zatrudnieniu Mike’a Gascoyne’a z Tyrrella, w miejsce Gary’ego Andersona, który pełnił rolę głównego projektanta. Dzięki przyjściu Brytyjczyka, irlandzka stajnia zaczęła wprowadzać poprawki do modelu 198. W kwalifikacjach do Grand Prix Austrii, Hill uzyskał piętnasty czas, natomiast wyścig ukończył na siódmym miejscu. Dużo lepiej wiodło się Brytyjczykowi podczas Grand Prix Niemiec, gdzie w kwalifikacjach zajął piątą lokatę, a wyścig ukończył pozycję wyżej, zdobywając pierwsze punkty w sezonie. W kwalifikacjach do Grand Prix Węgier zajął czwarte miejsce, które zachował do samego końca wyścigu, mając w dodatku szansę na najniższy stopień podium. W sesji kwalifikacyjnej do Grand Prix Belgii, Hill został sklasyfikowany na trzeciej pozycji. Na początku doszło do największego karambolu, w którym bierze udział trzynaście samochodów, lecz żaden z samochodów Jordana nie uczestniczył w nim. Po drugim starcie Hill wyszedł na prowadzenie, jednak po siedmiu okrążeniach został wyprzedzony przez Michaela Schumachera na zakręcie Bus Stop. Brytyjczyk odzyskał prowadzenie po kolizji Niemca z Davidem Coulthardem. Pod koniec wyścigu jego kolega zespołowy zaczął doganiać Hilla, który później przez radio powiedział:

Mam zamiar wam coś przekazać i lepiej, abyście tego posłuchali. Jeżeli będziemy się ścigać ze sobą, możemy zakończyć ten wyścig z niczym, więc kieruję to do Eddiego. Jeżeli nie będziemy rywalizować między sobą, pojawi się okazja do zdobycia pierwszego i drugiego miejsca, więc wybór należy do ciebie.

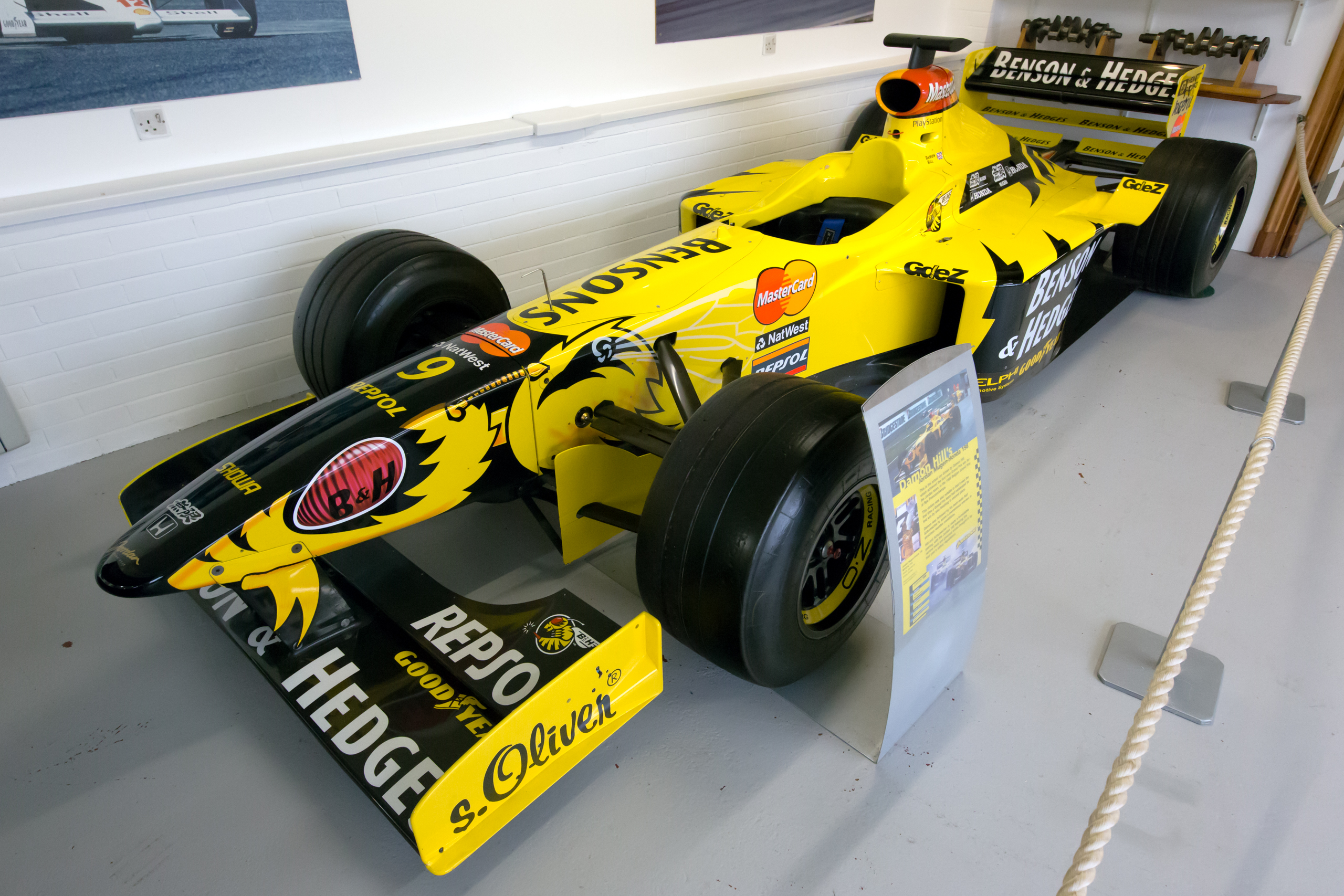
Jordan 198, którym Damon Hill odniósł ostatnie zwycięstwo w karierze

Po tym komunikacie, szef zespołu postanowił skorzystać z informacji przekazanej przez Brytyjczyka i nakazał Schumacherowi nie wyprzedzać Hilla. Pomimo wielu prób zignorowania tego komunikatu, niemiecki kierowca potwierdził otrzymanie polecenia. Cały wyścig ukończył się dubletem zespołu Jordan – Hill wygrał z przewagą 0,932 sek. nad Ralfem Schumacherem. Było to pierwsze zwycięstwo irlandzkiej ekipy, pierwszy i jedyny dublet w historii zespołu oraz 22. zwycięstwo Hilla w karierze. Do wyścigu o Grand Prix Włoch Hill wystartował z czternastego miejsca. W wyścigu udało mu się awansować o kilka pozycji, ostatecznie kończąc rywalizację na szóstym miejscu. Do Grand Prix Luksemburga Hill zakwalifikował się na dziesiątej pozycji, które zamienił na dziewiątą lokatę w wyścigu. Do ostatniej rundy sezonu, Grand Prix Japonii, Brytyjczyk zakwalifikował się na ósmym miejscu. W wyścigu udało się mu awansować do punktowanej szóstki, ostatecznie kończąc wyścig na czwartej pozycji.
W sezonie 1998 Damon Hill został sklasyfikowany na szóstej pozycji z liczbą 20 punktów. W klasyfikacji konstruktorów Jordan znalazł się na czwartej pozycji, ulegając zespołom McLaren, Ferrari i Williams.
Przed wyścigiem w Belgii, do Michaela Breena, prawnika Damona Hilla, zwrócił się Frank Williams, oferując Hillowi powrót do ekipy na sezon 1999. Brytyjczyk odrzucił ofertę Williamsa i przedłużył na kolejny rok kontrakt z Jordanem.

##### 1999
Oczekiwania Hilla wobec zespołu były wysokie. Nowym partnerem zespołowym Brytyjczyka, po odejściu Ralfa Schumachera do Williamsa został Heinz-Harald Frentzen, który zastąpił brytyjskiego kierowcę dwa lata wcześniej w stajni Franka Williamsa. Samochód Jordan 199, tak jak poprzedni, napędzany był silnikami Mugen-Honda.
Do pierwszego wyścigu sezonu, Grand Prix Australii, Hill zakwalifikował się na siódmej pozycji, podczas gdy Frentzen startował dwie pozycje wyżej. Brytyjczyk zakończył swój wyścig na pierwszym okrążeniu, po kolizji z Jarno Trullim z Prosta, podczas gdy kolega zespołowy przegrał tylko z Eddiem Irvine’em. W kwalifikacjach do Grand Prix Brazylii ponownie zajął siódme miejsce, tym razem wygrywając z Frentzenem. Rundy nie ukończył za sprawą kolizji z Alexandrem Wurzem na 10. okrążeniu i uszkodzenia zawieszenia prawego przedniego koła. Kolejny wyścig, Grand Prix San Marino odbył się trzy tygodnie po rywalizacji w Brazylii. W sesji kwalifikacyjnej zajął ósmą lokatę, natomiast wyścig ukończył na czwartej pozycji, zdobywając pierwsze punkty w sezonie, mając także szansę na walkę z Rubensem Barrichello o najniższy stopień podium. Do Grand Prix Monako, Hill startował z siedemnastego pola startowego. Na 4. okrążeniu wyścigu, podczas walki z Ralfem Schumacherem doszło do kolizji i Brytyjczyk uderzył w bandę, po raz trzeci kończąc eliminacje przedwcześnie. W kwalifikacjach do Grand Prix Hiszpanii, Hill osiągnął jedenasty rezultat, zamieniając go na siódme miejsce w wyścigu. Kwalifikacje do Grand Prix Kanady ukończył na czternastej pozycji. Na 14. okrążeniu Hill na wyjściu z ostatniego zakrętu uderzył o ścianę i ukończył wyścig. Także Michael Schumacher i Jacques Villeneuve w tym samym miejscu uderzyli swoimi samochodami, co przyczyniło się do powstania Ściany Mistrzów. Po wyścigu Damon Hill ogłosił, że sezon 1999 jest jednocześnie jego ostatnim w Formule 1, ze względu na słabe osiągi w jego samochodzie. W kwalifikacjach do Grand Prix Francji Hill osiągnął osiemnasty wynik, z czasem o 0,002 sek. gorszym od 107% czasu zdobywcy pole position. Sędziowie dopuścili go do wyścigu, w którym najpierw miał kolizję z jednym z kierowców Arrowsa, a następnie w samochodzie Brytyjczyka doszło do awarii elektryki, wobec czego Hill wycofał się. W tym czasie Frentzen odniósł pierwsze zwycięstwo w sezonie dla Jordana i drugie zwycięstwo w karierze. To spowodowało, że Brytyjczyk niemający już motywacji do jazdy chciał wycofać się z Formuły 1 ze skutkiem natychmiastowym, jednak Eddie Jordan przekonał go, aby pojechał jeszcze w domowej rundzie.

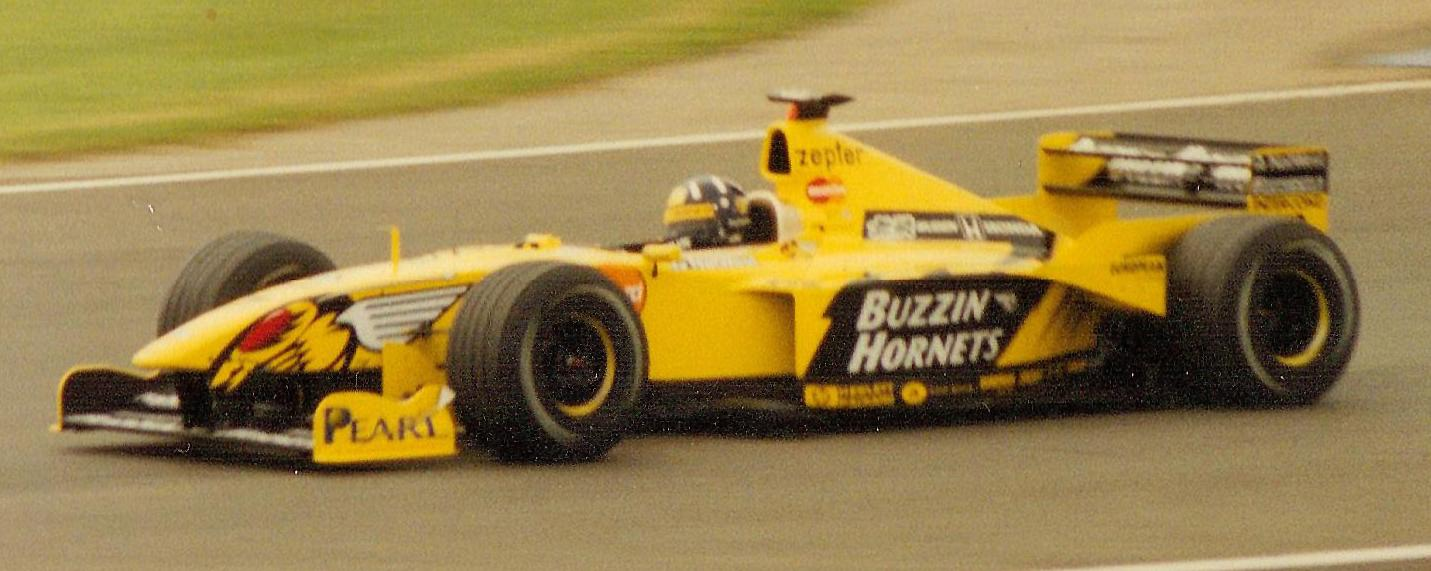
Hill podczas Grand Prix Wielkiej Brytanii 1999

W trakcie weekendu wyścigowego na torze Silverstone Damon Hill na konferencji prasowej powiedział, że Grand Prix Wielkiej Brytanii będzie jego ostatnim wyścigiem w karierze. Na wszelki wypadek Jordan postanowił przetestować Josa Verstappena, który został wybrany na zastępcę Hilla. W kwalifikacjach do Grand Prix Wielkiej Brytanii brytyjski kierowca zajął szóste miejsce. Na 45. okrążeniu wyścigu został chwilowym liderem wyścigu, później zmagał się cztery okrążenia przed końcem z awarią hydrauliki, ale ostatecznie udało się mu ukończyć eliminację na piątym miejscu. Po wyścigu Hill ponownie zmienił zdanie i pozostał w stawce do końca sezonu, choć mówiło się, że zamieni się miejscami w zespołach z Jarno Trullim na sezon 2000, ponieważ irlandzka ekipa była zainteresowana Włochem. Kwalifikacje do Grand Prix Austrii ukończył z jedenastym wynikiem, natomiast wyścig ukończył na ósmej pozycji. Do wyścigu o Grand Prix Niemiec zakwalifikował się z ósmego pola, jednak na 13. okrążeniu defekt układu hamulcowego spowodował, że po raz kolejny Hill wycofał się z eliminacji. Kwalifikacje do Grand Prix Węgier, Hill ukończył z szóstym wynikiem i na tej samej pozycji zakończył wyścig. Sesję kwalifikacyjną do Grand Prix Belgii Brytyjczyk ukończył na czwartej pozycji, a wyścig ukończył o dwie pozycje niżej, dopisując kolejny punkt do klasyfikacji. Do Grand Prix Włoch Hill wystartował z dziewiątego pola startowego. Cały wyścig ukończył na dziesiątej pozycji, podczas gdy Heinz-Harald Frentzen odniósł drugie zwycięstwo dla zespołu. To sprawiło, że Niemiec miał realne szanse na zdobycie tytułu, jako że liderujący Mika Häkkinen miał dziesięć punktów przewagi nad niemieckim kierowcą. W kwalifikacjach do Grand Prix Europy Hill znalazł się na siódmej pozycji. Na pierwszym okrążeniu doszło do awarii elektryki w samochodzie Hilla, powodując zamieszanie, w którym Alexander Wurz zaczepił o tylne koło w samochodzie Pedro Diniza, czego skutkiem było przewrócenie samochodu Brazylijczyka do góry nogami. Sesję kwalifikacyjną do pierwszego w historii Grand Prix Malezji Hill ukończył z dziewiątym rezultatem. Na początku wyścigu doszło do zderzenia z Giancarlo Fisichellą i Hill ponownie przedwcześnie ukończył rywalizację. Do ostatniego wyścigu sezonu, Grand Prix Japonii, Brytyjczyk startował z dwunastego pola. W trakcie wyścigu wypadł z trasy po nieudanym pokonaniu zakrętu Spoon z dużą prędkością, a później wycofał się z wyścigu.
Swój ostatni sezon w Formule 1 Damon Hill ukończył na dwunastej pozycji z siedmioma punktami. Mimo tego, Hill wraz z Frentzenem doprowadzają do trzeciej pozycji Jordana w klasyfikacji konstruktorów, przegrywając jedynie z Ferrari i McLarenem.

## Po zakończeniu kariery

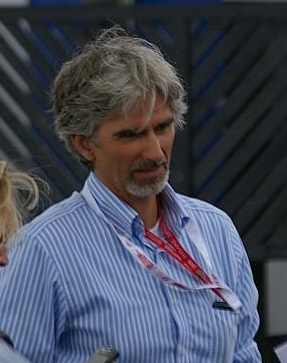
Hill podczas Grand Prix Wielkiej Brytanii 2008

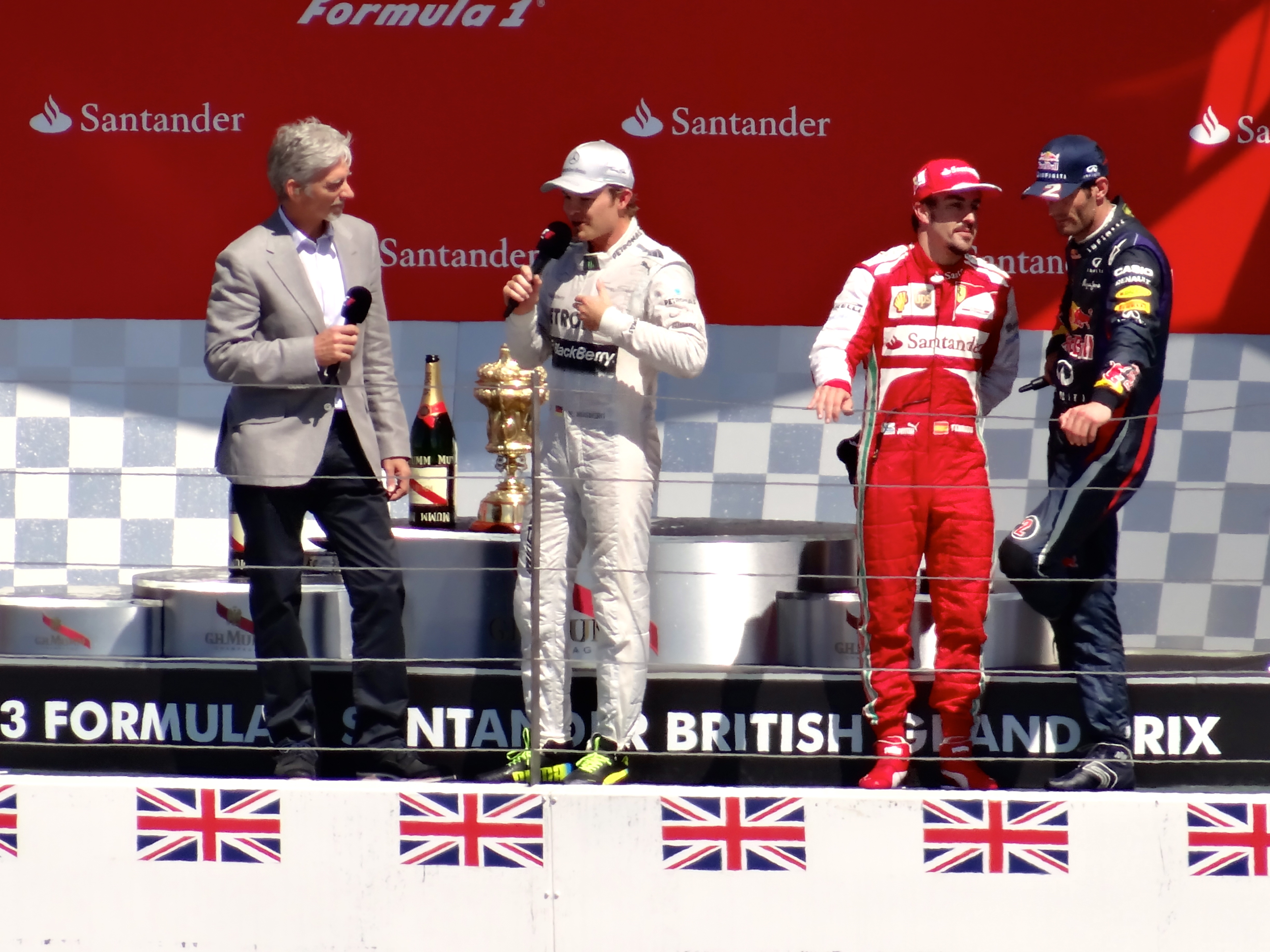
Hill na podium wyścigu o Grand Prix Wielkiej Brytanii 2013

W 2000 roku, wraz ze swoim prawnikiem Michaelem Breenem założył Prestige and Super Car Private Members Club P1 International. Breen odkupił od Hilla klub w październiku 2006. Hill był zaangażowany w prowadzenie salonów sprzedaży BMW i Audi.
Przy okazji wydania w sierpniu 2016 swojej autobiografii pt. Watching the Wheels: My Autobiography, Hill przyznał, że w pierwszej połowie lat 2000. zupełnie odciął się od wyścigów samochodowych, mówiąc:

Nie czytałem gazet, nie oglądałem wyścigów przez pięć lub sześć lat, a przez większość lat 2000. byłem oderwany od wszystkiego. W 2003 roku poprosiłem o pomoc. Terapia nauczyła mnie wyrażać to, jak się czujesz.

Hill wielokrotnie uczestniczył w Festiwalu Prędkości w Goodwood, jeżdżąc samochodami i motocyklami. W 2005, Hill testował samochód serii GP2. Rok później, Brytyjczyk testował 600-konny samochód przystosowany do serii Grand Prix Masters, skupiającej byłych kierowców Formuły 1. Po testach, mimo zadowolenia, powiedział, że nie wróci do ścigania mówiąc:

To jest ten brakujący element. Kocham szybką jazdę, naciskanie do granic możliwości i całą resztę, ale dla mnie ściganie się... Nie mam takiej ambicji, aby znowu to robić i to jest ważna część całego równania, chociaż nigdy nic nie wiadomo.

W kwietniu 2006 został prezesem British Racing Drivers’ Club (BRDC), zastępując na tym stanowisku Jackiego Stewarta. Przyczynił się do gruntownej przebudowy toru Silverstone, którego klub jest właścicielem. Zabezpieczył przyszłość wyścigu o Grand Prix Wielkiej Brytanii poprzez podpisanie siedemnastoletniej umowy. 7 czerwca 2011 poinformowano, że Hill, z dniem 25 sierpnia 2011, złoży rezygnację z funkcji prezesa klubu, chcąc skupić się na rodzinie, w tym na karierze Josha. Jego następcą został Derek Warwick.
W 2009, Uniwersytet w Northampton uhonorował Damona Hilla honorowym wyróżnieniem za osiągnięcia w Formule 1 i lokalne koneksje z Silverstone.
W maju 2010 został jednym z sędziów wyścigu o Grand Prix Monako 2010. Po wyścigu sędziowie, w tym Hill, ukarali Michaela Schumachera za wyprzedzenie Fernando Alonso, kiedy jeszcze była żółta flaga, a samochód bezpieczeństwa dopiero zjeżdżał do alei serwisowej. Po wyścigu, Hill otrzymał wiele e-maili, oskarżających Brytyjczyka o stronniczość.
W dniach 18–19 maja 2012, wraz z Perrym McCarthym, Markiem Blundellem, Martinem Donnellym, Julianem Baileyem i Davidem Brabhamem wziął udział gościnnie w pierwszej rundzie serii Volkswagen Scirocco R-Cup na torze Brands Hatch, w celu zebrania pieniędzy na fundację Halow. Był to jego pierwszy wyścig samochodowy od 1999. Choć ustanowił najszybszy czas podczas pierwszego treningu, z wyścigu odpadł po siedmiu okrążeniach.
7 października 2012, Hill poprowadził samochód BRM P57, w którym jego ojciec zdobył mistrzostwo świata w 1962. Miało to związek z obchodzeniem 50. rocznicy zdobycia mistrzostwa przez brytyjską stajnię. Kilka dni później, w trakcie weekendu Europejskiego Pucharu Formuły Renault 2.0 na torze Circuit de Barcelona-Catalunya przetestował samochód Red Bull RB6, którym Sebastian Vettel zdobył swoje pierwsze mistrzostwo.
Od czerwca 2018, Hill jest prezesem stowarzyszenia Brooklands Trust Members, zastępując na tym stanowisku Stirlinga Mossa.

### Media

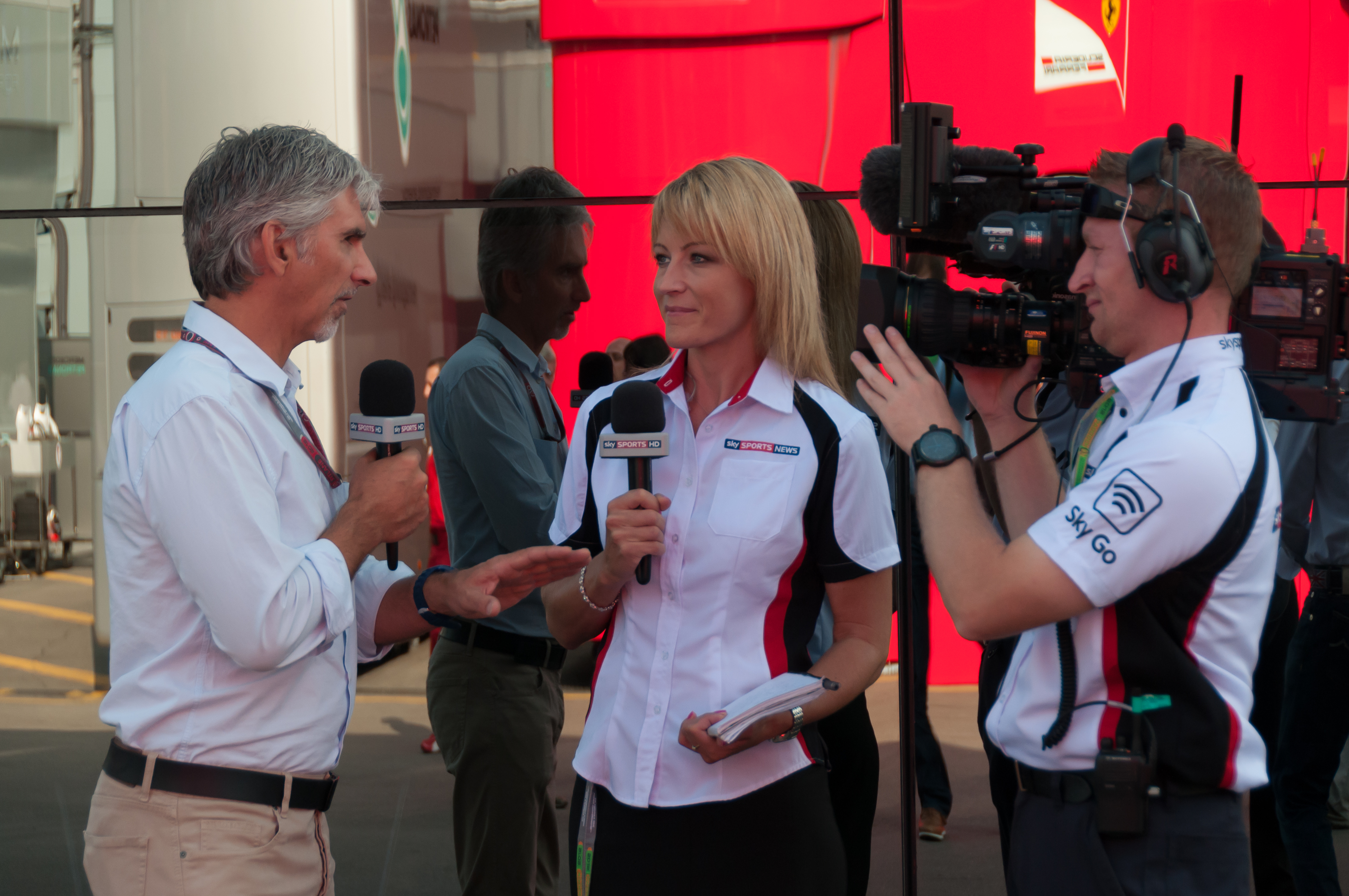
Hill jako ekspert kanału Sky Sports F1 podczas Grand Prix Włoch 2012

Hill regularnie pojawiał się w brytyjskich mediach. Po raz pierwszy pojawił się w czerwcu 1975, gdy wraz z ojcem Grahamem wziął udział w programie Jim’ll Fix It. Ponownie pojawił się w programie w styczniu 1995 z okazji 20-lecia programu. W 1996, wraz z ówczesnym komentatorem wyścigów F1 w BBC, Murrayem Walkerem wziął udział w reklamie telewizyjnej Pizza Hut, w której Walker komentował posiłek Hilla jak wyścig. Pojawiał się także w wielu programach telewizyjnych, takich jak Top Gear, This Is Your Life, TFI Friday czy Shooting Stars.
Pisał także artykuły do miesięcznika F1 Racing i komentował wyścigi na kanale ITV. W styczniu 2012, Sky ogłosiło podpisanie kontraktu z Hillem, dzięki czemu kierowca zaczął pełnić rolę eksperta dla kanału Sky Sports F1.

### Kariera muzyczna
Hill był zainteresowany muzyką od najmłodszych lat. W 1995, w jednym z wywiadów przyznał, że zabrałby na bezludną wyspę tylko gitarę i deskę surfingową. Jego muzycznymi inspiracjami są Tom Petty, Van Morrison i Iggy Pop. W czasach szkolnych, wraz ze swoimi kolegami założył zespół „Sex, Hitler and the Hormones”. Po osiągnięciu sukcesu w Formule 1, grał z wieloma znanymi muzykami, m.in. z George’em Harrisonem. Zagrał końcówkę solową w utworze „Demolition Man”, który pojawił się na płycie Euphoria zespołu Def Leppard. Po zakończeniu kariery w 1999, Hill poświęcił więcej czasu muzyce i grał z zespołami SAS Band, kierowanym przez Spike’a Edneya i Wild Colonial Boys, założonym przez australijskiego tenisistę, Pata Casha. W latach 1999–2003 istniał założony przez kierowcę zespół „The Conrods”, który grał covery utworów The Rolling Stones, The Beatles i The Kinks, grając m.in. po wyścigu o Grand Prix Austrii 2002. Od momentu objęcia funkcji prezesa BRDC w 2006, Hill przyznał, że nie ma czasu na granie.

## Życie prywatne
W 1988, Damon Hill ożenił się z Susan George, zwaną Georgie (ur. 29 kwietnia 1961). Mają czwórkę dzieci: Olivera (ur. 4 marca 1989), Joshuę (ur. 9 stycznia 1991), Tabithę (ur. 19 lipca 1995) i Rosie (ur. 1 lutego 1998). Ich najstarszy syn, Oliver urodził się z zespołem Downa. Hill wspiera Stowarzyszenie na Rzecz Osób z Zespołem Downa, a także fundację Halow. Jego syn, Josh poszedł w ślady ojca i jeździł w różnych seriach samochodowych, m.in. w Brytyjskiej Formule Renault, Północnoeuropejskim Pucharze Formuły Renault 2.0 czy Europejskiej Formule 3. W lipcu 2013, Josh ogłosił zakończenie kariery, postanawiając się skupić na muzyce.

## Wyniki
| Legenda oznaczeń w tabelach wyników Wyświetl szablon na nowej stronie | Legenda oznaczeń w tabelach wyników Wyświetl szablon na nowej stronie                                                                     |
| Oznaczenie                                                            | Wyjaśnienie |
| --------------------------------------------------------------------- | --- |
| Złoty                                                                 | Zwycięzca lub mistrzostwo |
| Srebrny                                                               | 2. miejsce lub wicemistrzostwo |
| Brązowy                                                               | 3. miejsce lub II wicemistrzostwo |
| Zielony                                                               | Ukończył, punktował (w klasyfikacji generalnej, gdy zdobył co najmniej jeden punkt na przestrzeni sezonu, poza trzema powyższymi opcjami) |
| Niebieski                                                             | Ukończył, nie punktował (w klasyfikacji generalnej, gdy nie zdobył co najmniej jednego punktu na przestrzeni sezonu)                      |
| Czerwony                                                              | Nie zakwalifikował się (NZ) |
| Czerwony                                                              | Nie prekwalifikował się (NPK) |
| Różowy                                                                | Nie ukończył (NU) |
| Różowy                                                                | Niesklasyfikowany (NS) (w klasyfikacji generalnej, gdy nie został sklasyfikowany w żadnym wyścigu sezonu)                                 |
| Czarny                                                                | Zdyskwalifikowany (DK) |
| Czarny                                                                | Wykluczony (WYK/EX) |
| Biały                                                                 | Nie wystartował (NW) |
| Biały                                                                 | Kontuzjowany (K/INJ) |
| Biały                                                                 | Wyścig odwołany (OD/C) |
| Bez koloru                                                            | Został wycofany (WYC/WD) |
| Bez koloru                                                            | Nie przybył (NP/DNA) |
| Bez koloru                                                            | Nie brał udziału w treningach (NT/DNP) |
| Bez koloru                                                            | Nie został zgłoszony (–) |
| Pogrubienie                                                           | Start z pole position |
| Kursywa                                                               | Najszybsze okrążenie wyścigu |
| †                                                                     | Nie ukończył, ale jego rezultat został zaliczony ze względu na przejechanie więcej niż 90% dystansu wyścigu.                              |
| *                                                                     | Sezon w trakcie |
| 1/2/3                                                                 | Punktowana pozycja w sprincie |
| Lista systemów punktacji Formuły 1                                    | |

### 24h Le Mans
| Rok  | Zespół               | Partnerzy                  | Samochód         | Klasa | Okr. | Poz. | klasa Poz. |
| ---- | -------------------- | -------------------------- | ---------------- | ----- | ---- | ---- | ---------- |
| 1989 | Richard Lloyd Racing | Steven Andskär David Hobbs | Porsche 962C GTi | C1    | 228  | NU   | NU         |

### Formuła 3000
| Rok  | Zespół              | Samochód       | Silnik         | Wyniki w poszczególnych eliminacjach | Wyniki w poszczególnych eliminacjach | Wyniki w poszczególnych eliminacjach | Wyniki w poszczególnych eliminacjach | Wyniki w poszczególnych eliminacjach | Wyniki w poszczególnych eliminacjach | Wyniki w poszczególnych eliminacjach | Wyniki w poszczególnych eliminacjach | Wyniki w poszczególnych eliminacjach | Wyniki w poszczególnych eliminacjach | Wyniki w poszczególnych eliminacjach | Pkt. | Msc. |
| ---- | ------------------- | -------------- | -------------- | ------------------------------------ | ------------------------------------ | ------------------------------------ | ------------------------------------ | ------------------------------------ | ------------------------------------ | ------------------------------------ | ------------------------------------ | ------------------------------------ | ------------------------------------ | ------------------------------------ | ---- | ---- |
| 1988 |                     |                |                | Hiszpania                            | Włochy                               | Francja                              | Wielka Brytania                      | Włochy                               | Włochy                               | Wielka Brytania                      | Wielka Brytania                      | Francja                              | Belgia                               | Francja                              | 0    | NS   |
| 1988 | GA Motorsport       | Lola T88/50    | Cosworth V8    | –                                    | –                                    | –                                    | –                                    | –                                    | –                                    | –                                    | –                                    | –                                    | NU                                   | 8                                    | 0    | NS   |
| 1989 |                     |                |                | Wielka Brytania                      | Włochy                               | Francja                              | Hiszpania                            | Włochy                               | Wielka Brytania                      | Wielka Brytania                      | Belgia                               | Francja                              | Francja                              |                                      | 0    | NS   |
| 1989 | Footwork Formula    | Footwork MC041 | Mugen Honda V8 | –                                    | –                                    | –                                    | –                                    | NU                                   | NU                                   | NW                                   | 14                                   | 16                                   | 15                                   |                                      | 0    | NS   |
| 1990 |                     |                |                | Wielka Brytania                      | Wielka Brytania                      | Francja                              | Hiszpania                            | Włochy                               | Włochy                               | Niemcy                               | Wielka Brytania                      | Wielka Brytania                      | Francja                              | Francja                              | 6    | 13   |
| 1990 | Middlebridge Racing | Lola T90/50    | Cosworth V8    | NZ                                   | NU                                   | NU                                   | 7                                    | 11                                   | NU                                   | NU                                   | 2                                    | NU                                   | NU                                   | 10                                   | 6    | 13   |
| 1991 |                     |                |                | Włochy                               | Francja                              | Hiszpania                            | Włochy                               | Włochy                               | Niemcy                               | Wielka Brytania                      | Belgia                               | Francja                              | Francja                              |                                      | 11   | 7    |
| 1991 | Team Barclay EJR    | Lola T91/50    | Cosworth V8    | 4                                    | NU                                   | 8                                    | NU                                   | 11                                   | NU                                   | 6                                    | NU                                   | 4                                    | –                                    |                                      | 11   | 7    |
| 1991 | Team Barclay EJR    | Reynard 91D    | Cosworth V8    | –                                    | –                                    | –                                    | –                                    | –                                    | –                                    | –                                    | –                                    | –                                    | 3                                    |                                      | 11   | 7    |

### Formuła 1
| Rok  | Zespół                    | Samochód       | Silnik                        | Wyniki w poszczególnych eliminacjach | Wyniki w poszczególnych eliminacjach | Wyniki w poszczególnych eliminacjach | Wyniki w poszczególnych eliminacjach | Wyniki w poszczególnych eliminacjach | Wyniki w poszczególnych eliminacjach | Wyniki w poszczególnych eliminacjach | Wyniki w poszczególnych eliminacjach | Wyniki w poszczególnych eliminacjach | Wyniki w poszczególnych eliminacjach | Wyniki w poszczególnych eliminacjach | Wyniki w poszczególnych eliminacjach | Wyniki w poszczególnych eliminacjach | Wyniki w poszczególnych eliminacjach | Wyniki w poszczególnych eliminacjach | Wyniki w poszczególnych eliminacjach | Wyniki w poszczególnych eliminacjach | Pkt. | Msc. |
| ---- | ------------------------- | -------------- | ----------------------------- | ------------------------------------ | ------------------------------------ | ------------------------------------ | ------------------------------------ | ------------------------------------ | ------------------------------------ | ------------------------------------ | ------------------------------------ | ------------------------------------ | ------------------------------------ | ------------------------------------ | ------------------------------------ | ------------------------------------ | ------------------------------------ | ------------------------------------ | ------------------------------------ | ------------------------------------ | ---- | ---- |
| 1992 |                           |                |                               |                                      | Meksyk                               | Brazylia                             | Hiszpania                            | San Marino                           | Monako                               | Kanada                               | Francja                              | Wielka Brytania                      | Niemcy                               | Węgry                                | Belgia                               | Włochy                               | Portugalia                           | Japonia                              | Australia                            |                                      | 0    | NS   |
| 1992 | Motor Racing Developments | Brabham BT60B  | Judd GV 3.5 V10               | –                                    | –                                    | –                                    | NZ                                   | NZ                                   | NZ                                   | NZ                                   | NZ                                   | 16                                   | NZ                                   | 11                                   | –                                    | –                                    | –                                    | –                                    | –                                    |                                      | 0    | NS   |
| 1993 |                           |                |                               |                                      | Brazylia                             | Unia Europejska                      | San Marino                           | Hiszpania                            | Monako                               | Kanada                               | Francja                              | Wielka Brytania                      | Niemcy                               | Węgry                                | Belgia                               | Włochy                               | Portugalia                           | Japonia                              | Australia                            |                                      | 69   | 3    |
| 1993 | Canon Williams Renault    | Williams FW15C | Renault RS5 3.5 V10           | NU                                   | 2                                    | 2                                    | NU                                   | NU                                   | 2                                    | 3                                    | 2                                    | NU                                   | 15                                   | 1                                    | 1                                    | 1                                    | 3                                    | 4                                    | 3                                    |                                      | 69   | 3    |
| 1994 |                           |                |                               | Brazylia                             |                                      | San Marino                           | Monako                               | Hiszpania                            | Kanada                               | Francja                              | Wielka Brytania                      | Niemcy                               | Węgry                                | Belgia                               | Włochy                               | Portugalia                           | Unia Europejska                      | Japonia                              | Australia                            |                                      | 91   | 2    |
| 1994 | Rothmans Williams Renault | Williams FW16  | Renault RS6 3.5 V10           | 2                                    | NU                                   | 6                                    | NU                                   | 1                                    | 2                                    | 2                                    | 1                                    | 8                                    | –                                    | –                                    | –                                    | –                                    | –                                    | –                                    | –                                    |                                      | 91   | 2    |
| 1994 | Rothmans Williams Renault | Williams FW16B | Renault RS6 3.5 V10           | –                                    | –                                    | –                                    | –                                    | –                                    | –                                    | –                                    | –                                    | –                                    | 2                                    | 1                                    | 1                                    | 1                                    | 2                                    | 1                                    | NU                                   |                                      | 91   | 2    |
| 1995 |                           |                |                               | Brazylia                             | Argentyna                            | San Marino                           | Hiszpania                            | Monako                               | Kanada                               | Francja                              | Wielka Brytania                      | Niemcy                               | Węgry                                | Belgia                               | Włochy                               | Portugalia                           | Unia Europejska                      |                                      | Japonia                              | Australia                            | 69   | 2    |
| 1995 | Rothmans Williams Renault | Williams FW17  | Renault RS7 3.0 V10           | NU                                   | 1                                    | 1                                    | 4                                    | 2                                    | NU                                   | 2                                    | NU                                   | NU                                   | 1                                    | 2                                    | NU                                   | 3                                    | NU                                   | 3                                    | NU                                   | 1                                    | 69   | 2    |
| 1996 |                           |                |                               | Australia                            | Brazylia                             | Argentyna                            | Unia Europejska                      | San Marino                           | Monako                               | Hiszpania                            | Kanada                               | Francja                              | Wielka Brytania                      | Niemcy                               | Węgry                                | Belgia                               | Włochy                               | Portugalia                           | Japonia                              |                                      | 97   | 1    |
| 1996 | Rothmans Williams Renault | Williams FW18  | Renault RS8 3.0 V10           | 1                                    | 1                                    | 1                                    | 4                                    | 1                                    | NU                                   | NU                                   | 1                                    | 1                                    | NU                                   | 1                                    | 2                                    | 5                                    | NU                                   | 2                                    | 1                                    |                                      | 97   | 1    |
| 1997 |                           |                |                               | Australia                            | Brazylia                             | Argentyna                            | San Marino                           | Monako                               | Hiszpania                            | Kanada                               | Francja                              | Wielka Brytania                      | Niemcy                               | Węgry                                | Belgia                               | Włochy                               | Austria                              | Luksemburg                           | Japonia                              | Unia Europejska                      | 7    | 12   |
| 1997 | Danka Arrows Yamaha       | Arrows A18     | Yamaha OX11C/D 3.0 V10        | NW                                   | 17                                   | NU                                   | NU                                   | NU                                   | NU                                   | 9                                    | 12                                   | 6                                    | 8                                    | 2                                    | 13                                   | NU                                   | 7                                    | 8                                    | 11                                   | NU                                   | 7    | 12   |
| 1998 |                           |                |                               | Australia                            | Brazylia                             | Argentyna                            | San Marino                           | Hiszpania                            | Monako                               | Kanada                               | Francja                              | Wielka Brytania                      | Austria                              | Niemcy                               | Węgry                                | Belgia                               | Włochy                               | Luksemburg                           | Japonia                              |                                      | 20   | 6    |
| 1998 | B&H Jordan                | Jordan 198     | Mugen-Honda MF-301 HC 3.0 V10 | 8                                    | DK                                   | 8                                    | 10                                   | NU                                   | 8                                    | NU                                   | NU                                   | NU                                   | 7                                    | 4                                    | 4                                    | 1                                    | 6                                    | 9                                    | 4                                    |                                      | 20   | 6    |
| 1999 |                           |                |                               | Australia                            | Brazylia                             | San Marino                           | Monako                               | Hiszpania                            | Kanada                               | Francja                              | Wielka Brytania                      | Austria                              | Niemcy                               | Węgry                                | Belgia                               | Włochy                               | Unia Europejska                      | Malezja                              | Japonia                              |                                      | 7    | 12   |
| 1999 | B&H Jordan                | Jordan 199     | Mugen-Honda MF-301 HD 3.0 V10 | NU                                   | NU                                   | 4                                    | NU                                   | 7                                    | NU                                   | NU                                   | 5                                    | 8                                    | NU                                   | 6                                    | 6                                    | 10                                   | NU                                   | NU                                   | NU                                   |                                      | 7    | 12   |

### Podsumowanie
| Rok  | Seria/Zawody                     | Zespół                                  | Wyś.             | Zw.              | PP               | NO               | Podia            | NZ               | Pkt.             | Poz.             |
| ---- | -------------------------------- | --------------------------------------- | ---------------- | ---------------- | ---------------- | ---------------- | ---------------- | ---------------- | ---------------- | ---------------- |
| 1985 | Brytyjska Formuła Ford 2000      | Van Diemen                              | ?                | ?                | ?                | ?                | ?                | ?                | ?                | ?                |
| 1985 | Festiwal Formuły Ford            | Van Diemen                              | 1                | 0                | 0                | 0                | 0                | 0                | N/A              | 3                |
| 1986 | Brytyjska Formuła 3              | West Surrey Racing Murray Taylor Racing | 18               | 0                | 0                | 0                | 1                | 0                | 15               | 9                |
| 1986 | Grand Prix Makau                 | Intersport Racing                       | 1                | 0                | 0                | 0                | 0                | 0                | N/A              | ?                |
| 1987 | Brytyjska Formuła 3              | Intersport Racing                       | 18               | 2                | 2                | 2                | 6                | 0                | 49               | 5                |
| 1987 | Grand Prix Makau                 | Intersport Racing                       | 1                | 0                | 0                | 0                | 0                | 0                | N/A              | 20               |
| 1987 | EFDA Formuła 3 Euro Series       | Intersport Racing                       | 1                | 0                | 0                | 0                | 0                | 0                | 2                | 27               |
| 1987 | SAAB Turbo Challenge             | Intersport Racing                       | ?                | 1                | ?                | ?                | ?                | ?                | ?                | ?                |
| 1988 | Formuła 3                        | GA Motorsport                           | 2                | 0                | 0                | 0                | 0                | 0                | 0                | NS               |
| 1988 | Grand Prix Makau                 | Intersport Racing                       | 1                | 0                | 0                | 0                | 0                | 0                | N/A              | 2                |
| 1988 | Brytyjska Formuła 3              | Intersport Racing                       | 18               | 2                | 2                | 1                | 8                | 0                | 57               | 3                |
| 1989 | Brytyjska Formuła 3              | Intersport Racing                       | 4                | 0                | 0                | 0                | 0                | 0                | 0                | NS               |
| 1989 | Formuła 3000                     | Footwork Formula                        | 5                | 0                | 0                | 0                | 0                | 0                | 0                | NS               |
| 1989 | 24h Le Mans                      | Richard Lloyd Racing                    | 1                | 0                | 0                | 0                | 0                | 0                | N/A              | NS               |
| 1989 | British Touring Car Championship | FAI Auto Parts                          | 1                | ?                | ?                | ?                | ?                | ?                | 3                | 48               |
| 1989 | Brytyjska Formuła 3000           | Cobra Motorsport                        | 2                | 0                | 0                | 0                | 1                | 0                | 5                | 11               |
| 1990 | Formuła 3000                     | Middlebridge Racing                     | 10               | 0                | 3                | 2                | 1                | 1                | 6                | 13               |
| 1991 | Formuła 3000                     | Barclay Team EJR                        | 10               | 0                | 0                | 0                | 1                | 0                | 11               | 7                |
| 1991 | Formuła 1                        | Canon Williams Team                     | Kierowca testowy | Kierowca testowy | Kierowca testowy | Kierowca testowy | Kierowca testowy | Kierowca testowy | Kierowca testowy | Kierowca testowy |
| 1992 | Formuła 1                        | Canon Williams Renault                  | Kierowca testowy | Kierowca testowy | Kierowca testowy | Kierowca testowy | Kierowca testowy | Kierowca testowy | Kierowca testowy | Kierowca testowy |
| 1992 | Formuła 1                        | Motor Racing Developments               | 8                | 0                | 0                | 0                | 0                | 6                | 0                | NS               |
| 1993 | Formuła 1                        | Canon Williams Renault                  | 16               | 3                | 2                | 4                | 10               | 0                | 69               | 3                |
| 1994 | Formuła 1                        | Rothmans Williams Renault               | 16               | 6                | 2                | 6                | 11               | 0                | 91               | 2                |
| 1995 | Formuła 1                        | Rothmans Williams Renault               | 17               | 4                | 7                | 4                | 9                | 0                | 69               | 2                |
| 1996 | Formuła 1                        | Rothmans Williams Renault               | 16               | 8                | 9                | 5                | 0                | 0                | 97               | 1                |
| 1997 | Formuła 1                        | Danka Arrows Yamaha                     | 17               | 0                | 0                | 0                | 1                | 0                | 7                | 12               |
| 1998 | Formuła 1                        | B&H Jordan                              | 16               | 1                | 0                | 0                | 1                | 0                | 20               | 6                |
| 1999 | Formuła 1                        | B&H Jordan                              | 16               | 0                | 0                | 0                | 0                | 0                | 7                | 12               |
| 2012 | Volkswagen Scirocco R-Cup        |                                         | 1                | 0                | 0                | 0                | 0                | 0                | 0                | NS               |

## Dyskografia

### Inne
| Album                  | Rok  | Uwagi                                               | Źródło  |
| ---------------------- | ---- | --------------------------------------------------- | ------- |
| Def Leppard – Euphoria | 1999 | końcowa solówka gitarowa w utworze „Demolition Man” | [ 340 ] |
| SAS Band – The Show    | 2000 | gościnnie gitara w utworze „My Generation”          | [ 341 ] |